# Varna (Bulgarie)
Pour les articles homonymes, voir Varna.
Varna (bulgare : Варна) est une ville du nord-est de la Bulgarie, au bord de la mer Noire. Elle est la troisième ville du pays par sa population (après Sofia et Plovdiv).
C'est l'un des ports les plus importants de la mer Noire, prospère et industriel (chantiers navals, textile, alimentaire).
Chaque année, de nombreuses manifestations culturelles y ont lieu, notamment le festival « Été de Varna » et le Concours international de ballet de Varna. C'est aussi un point de passage pour les nombreux touristes qui souhaitent rejoindre les stations balnéaires situées le long du littoral de la mer noire (Albena, Les Sables d'or, La Côte du soleil).
Varna est aussi une ville universitaire, disposant de cinq universités, l'université économique, l'université technique, l'université médicale, l'Académie navale et l'université libre (privée).

## Population
Les premières informations sur la population de Varna datent du Moyen Âge, alors que la ville était habitée par environ 4 000 personnes. Selon le premier recensement après la libération, la population de Varna est de 24 555 personnes (1881). La ville était alors la deuxième ville de la principauté de Bulgarie après Rousse. Après la réunification, Varna a perdu sa deuxième place et est depuis lors la troisième plus grande ville de Bulgarie.
Aujourd'hui, environ 5 % de la population du pays vit à Varna. Selon le recensement officiel national de 2011, la population est de 334 870 habitants, ce qui place la ville à la troisième place en Bulgarie et la population de la commune à 343 704 habitants la deuxième municipalité en Bulgarie derrière Sofia et devant Plovdiv.
La population de l'agglomération de Varna est aujourd'hui de 395 488 habitants selon le même recensement officiel de 2018.
La ville comporte aujourd'hui:
|                    | Nombre  | Pourcentage |
| ------------------ | ------- | ----------- |
| Population         | 395 488 | 100 %       |
| Bulgares           | 329 046 | 83,8 %      |
| Turques            | 24 703  | 5,2 %       |
| Roms               | 5 798   | 1,2 %       |
| Autres             | 5 202   | 1,9 %       |
| Ne se prononce pas | 30 739  | 7,9 %       |

## Géographie
La ville occupe une superficie de 205 km², au bord de la mer Noire et du golfe de Varna. La ville se trouve à 470 km à l'est de la capitale Sofia. Les autres villes importantes voisines de Varna sont Burgas - 130 km au sud, Dobritch - 45 km au nord, Choumen - 80 km à l'ouest.

### Climat
Varna est dotée d'un climat océanique (Classification de Köppen Cfb), avec des influences  méditerranéennes en été mais nettement  continentales en automne-hiver. L'été commence au début mai et dure jusqu'au début octobre. Les températures en été varient généralement entre 17 °C la nuit et 25-30 °C le jour. La température de l’eau de mer pendant les mois d’été se situe généralement autour de 23-24 °C. En hiver, les températures avoisinent les 0 °C la nuit et 5–6 °C le jour. La neige peut tomber de décembre à mars mais fond généralement rapidement. La température la plus élevée jamais enregistrée était 39,4 °C et la plus basse −19,0 °C.
| Température de la mer à Varna    | Température de la mer à Varna | Température de la mer à Varna | Température de la mer à Varna | Température de la mer à Varna | Température de la mer à Varna | Température de la mer à Varna | Température de la mer à Varna | Température de la mer à Varna | Température de la mer à Varna | Température de la mer à Varna | Température de la mer à Varna | Température de la mer à Varna | Température de la mer à Varna |
| Mois                             | Jan                           | Fév                           | Mar                           | Avr                           | Mai                           | Juin                          | Jul                           | Aout                          | Sep                           | Oct                           | Nov                           | Déc                           | Année                         |
| -------------------------------- | ----------------------------- | ----------------------------- | ----------------------------- | ----------------------------- | ----------------------------- | ----------------------------- | ----------------------------- | ----------------------------- | ----------------------------- | ----------------------------- | ----------------------------- | ----------------------------- | ----------------------------- |
| Température moyenne de la mer °C | 8,0                           | 7,3                           | 7,7                           | 9,7                           | 15,8                          | 21,5                          | 24,5                          | 24,8                          | 22,7                          | 17,8                          | 13,2                          | 9,9                           | 15,2                          |
| Durée moyenne du jour            | 9,0                           | 11,0                          | 12,0                          | 13,0                          | 15,0                          | 15,0                          | 15,0                          | 14,0                          | 12,0                          | 11,0                          | 10,0                          | 9,0                           | 12,2                          |
| indice UV moyen                  | 1                             | 2                             | 3                             | 5                             | 7                             | 8                             | 9                             | 7                             | 5                             | 3                             | 2                             | 1                             | 4,4                           |
| Source: Weather Atlas            |                               |                               |                               |                               |                               |                               |                               |                               |                               |                               |                               |                               |                               |

## Histoire

### Antiquité et conquête bulgare

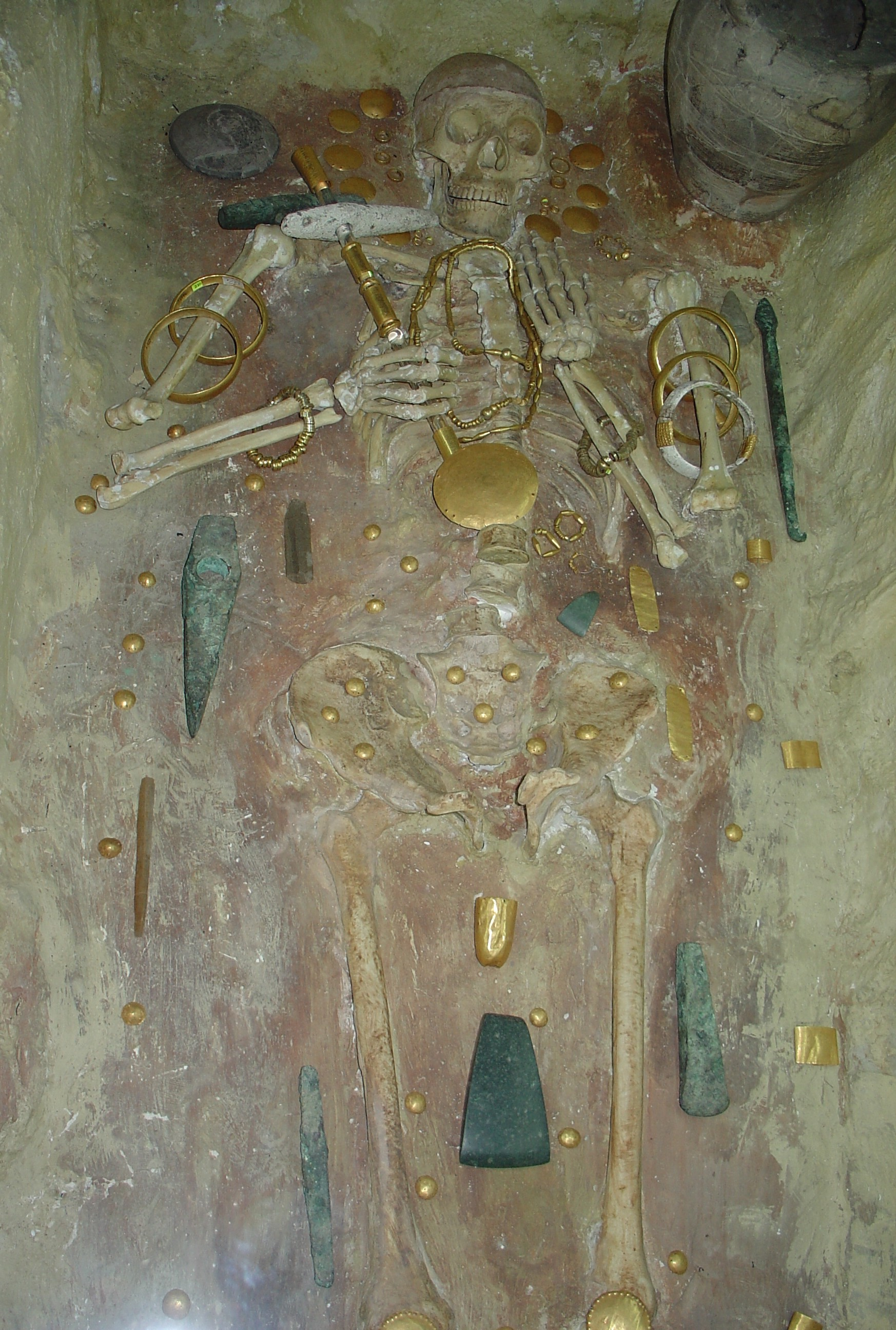
Tombe 43 provenant de la nécropole et exposée au musée archéologique de Varna

Varna fait partie des plus anciennes villes d'Europe. L'ancienne « Odessos » a été fondée au VIe siècle av. J.-C. (environ en 570 av. J.-C.) par les colonisateurs de Milet. Mais la région était déjà peuplée depuis longtemps par les Thraces, dès le IIe millénaire av. J.-C., et même avant, par la mystérieuse « Culture Varna », qui date du Chalcolithique, qui a développé la poterie et l'orfèvrerie ; cette civilisation nous a laissé les plus vieux bijoux en or du monde, l'or de Varna, qui a été daté, par la méthode de datation au carbone 14, du Ve millénaire av. J.-C. L'or a été découvert par hasard, dans la deuxième moitié du XXe siècle, et fait partie de la très riche nécropole de Varna.
Varna n'a pas été envahie par Philippe II de Macédoine, qui a pourtant assiégé la ville en 339 av. J.-C. Par contre, le siège d'Alexandre le Grand a réussi, et la ville est devenue macédonienne en 335 av. J.-C. En 15 ap. J.-C., Varna tombe en mains romaines. Il reste de cette époque de grands bains publics, les thermes romains de Varna, qui sont les plus grands des Balkans et parmi les quatre plus grands de ceux qui sont connus en Europe.
En 681, lors de la fondation de l'État bulgare, l'armée du khan Asparoukh a poursuivi l'armée de l'empereur Constantin IV depuis le delta du Danube jusqu'à Varna. Le khan a ensuite fortifié les bras de la rivière de Varna, craignant une invasion maritime ultérieure.
Le nom de la ville de Varna apparaît pour la première fois dans la seconde partie du VIIIe siècle, qui auparavant était Odessos.

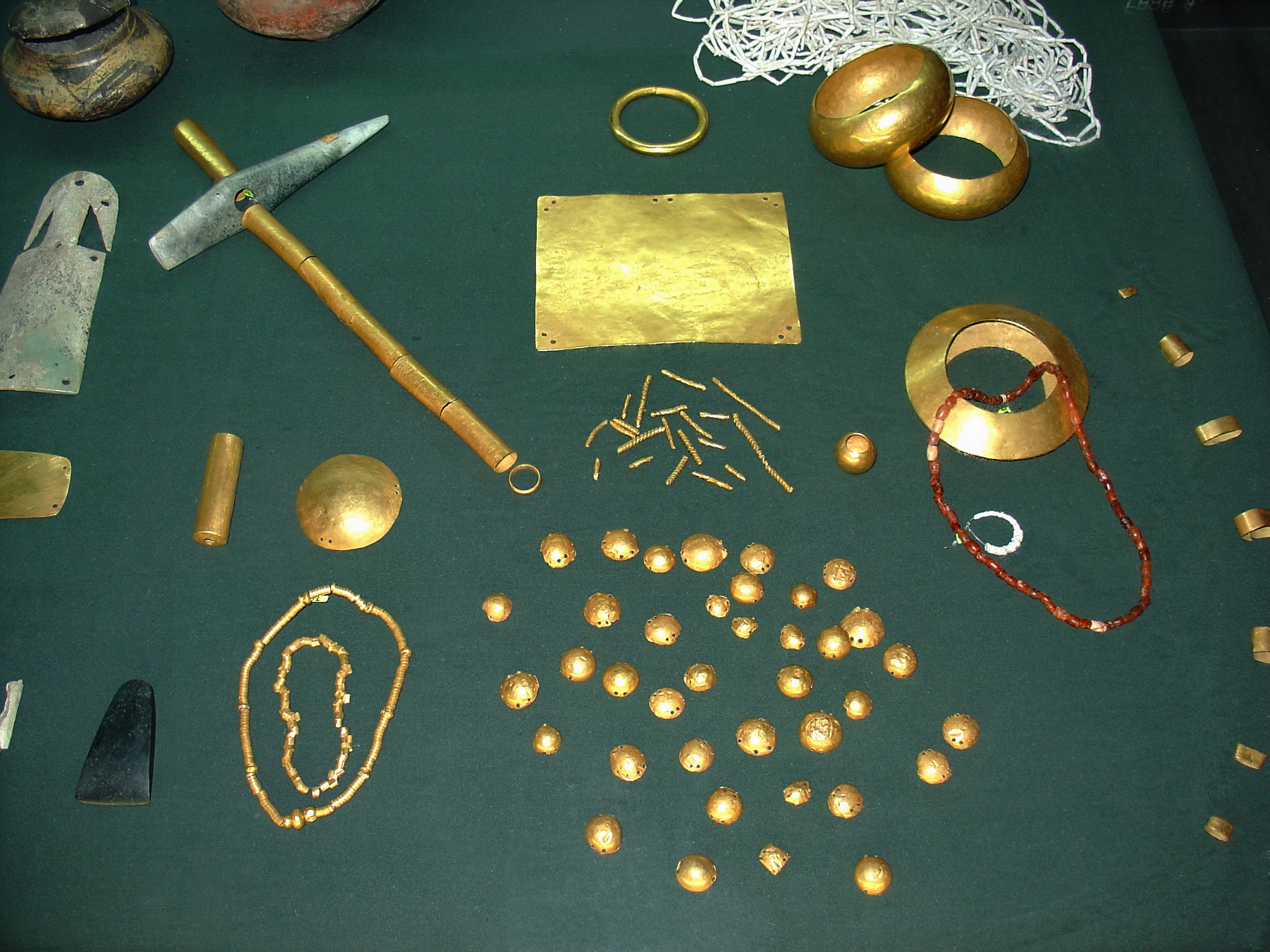
Or de Varna Musée archéologique
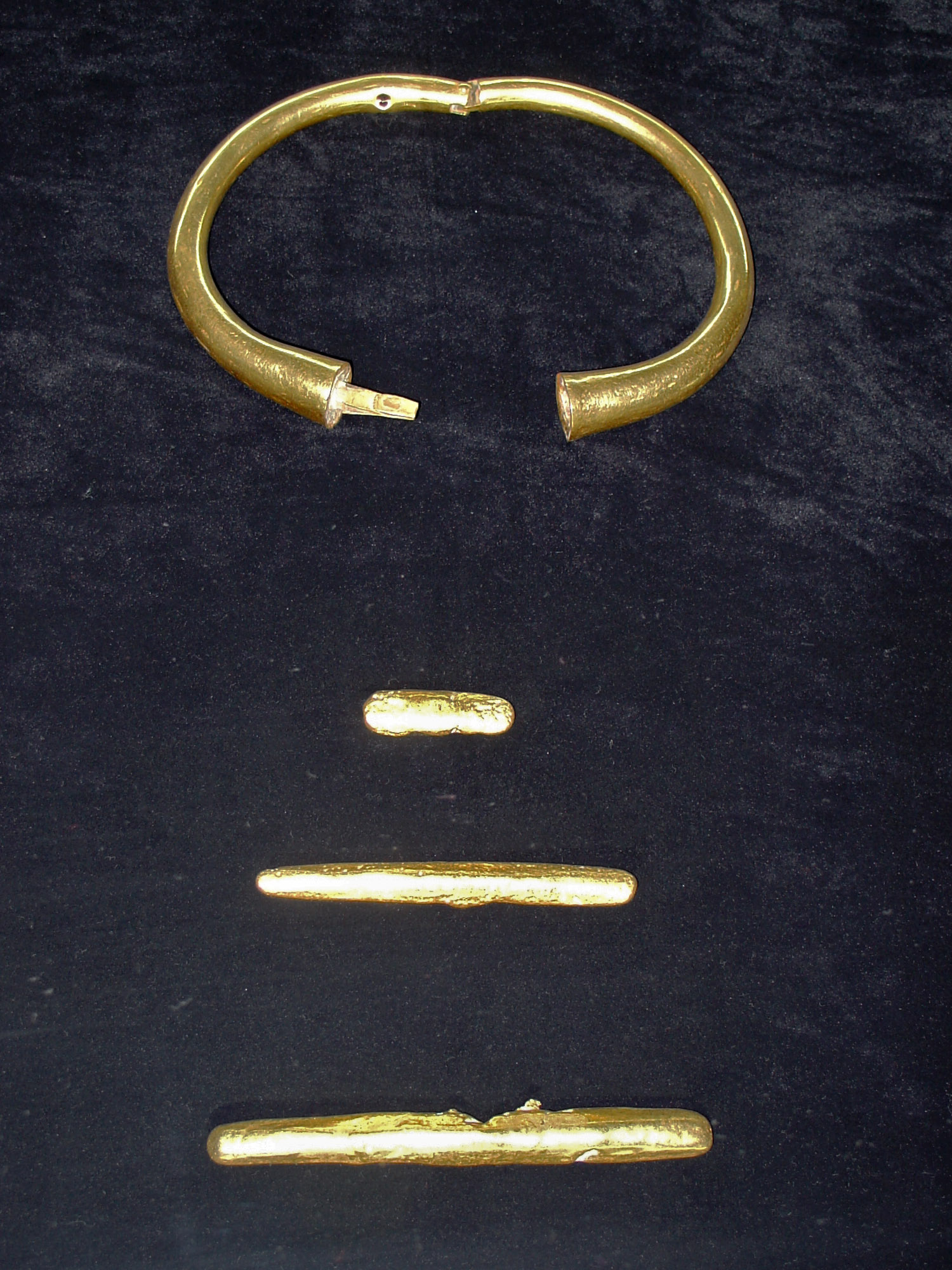
Or de Varna Musée archéologique

### Moyen Âge et période ottomane

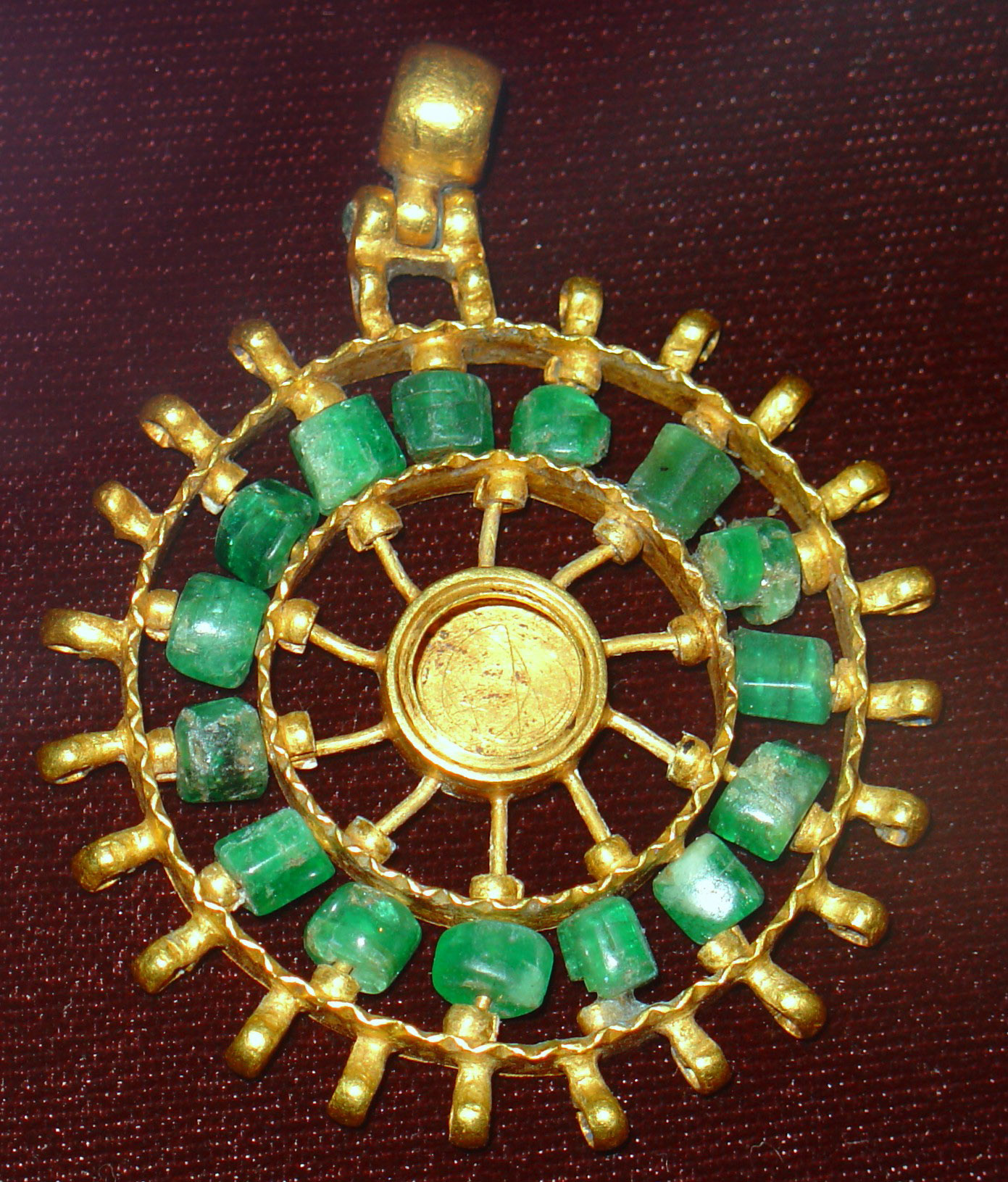
Bijou byzantin provenant du trésor de Véliki Preslav (exposé au musée archéologique de Varna)

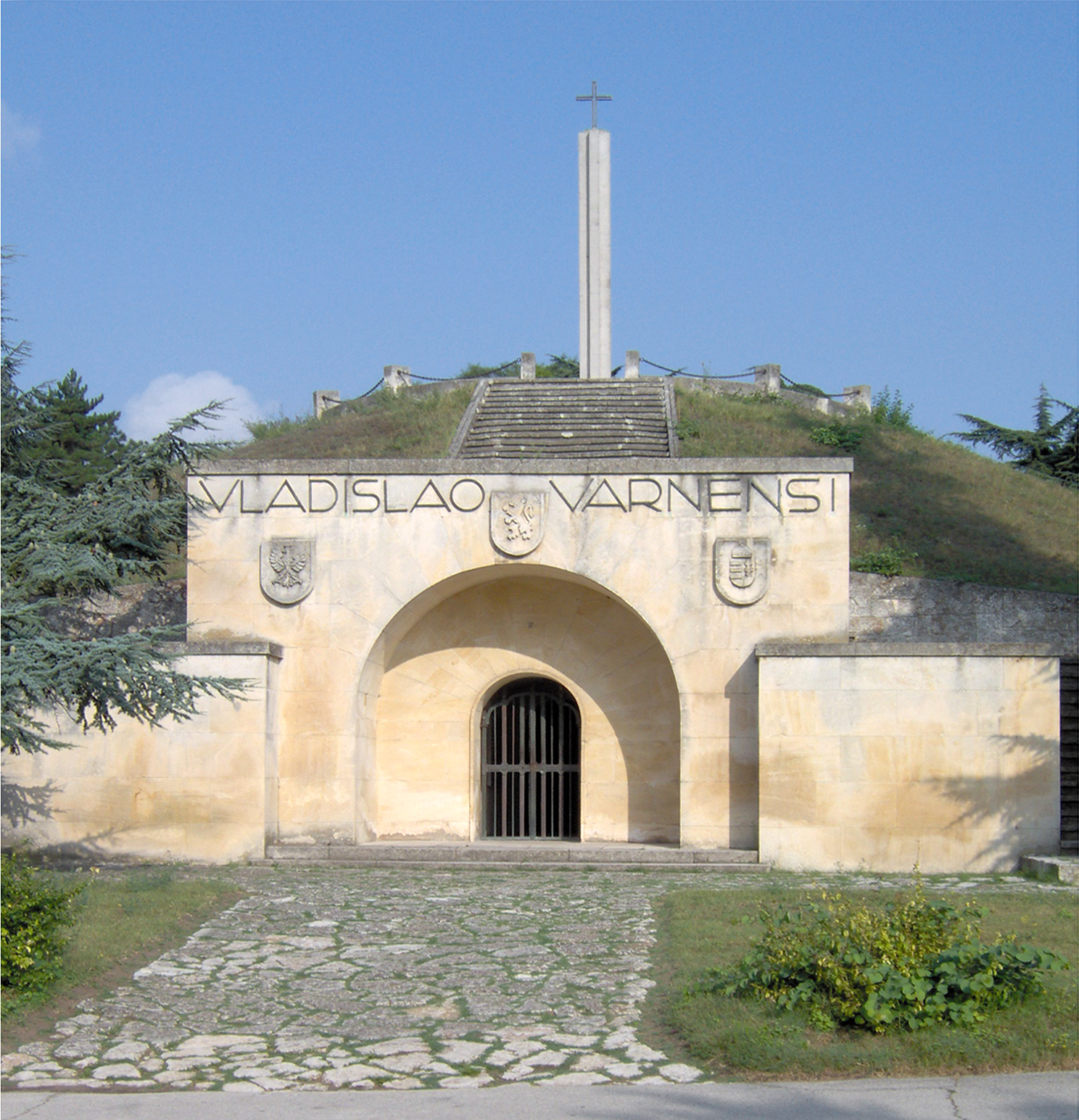
Monument commémoratif de la bataille de Varna

Pendant le Moyen Âge, la ville est passée plusieurs fois entre les mains des Bulgares et des Byzantins. À la fin du IXe siècle c'est à Varna que se trouvait le principal scriptorium de l'École littéraire de Preslav. En 1201, Kalojan annexe la ville qui rejoint définitivement la Bulgarie.
À la fin du XIIIe siècle et au début du XIVe siècle, la ville était largement fréquentée par les commerçants venant de Gênes, Venise et Raguse. Brièvement, la ville a été la capitale du despotat de Dobroudja (principauté de Karvuna), l'une des trois parties issues de la division du pays après la mort d'Ivan Alexandre de Bulgarie.

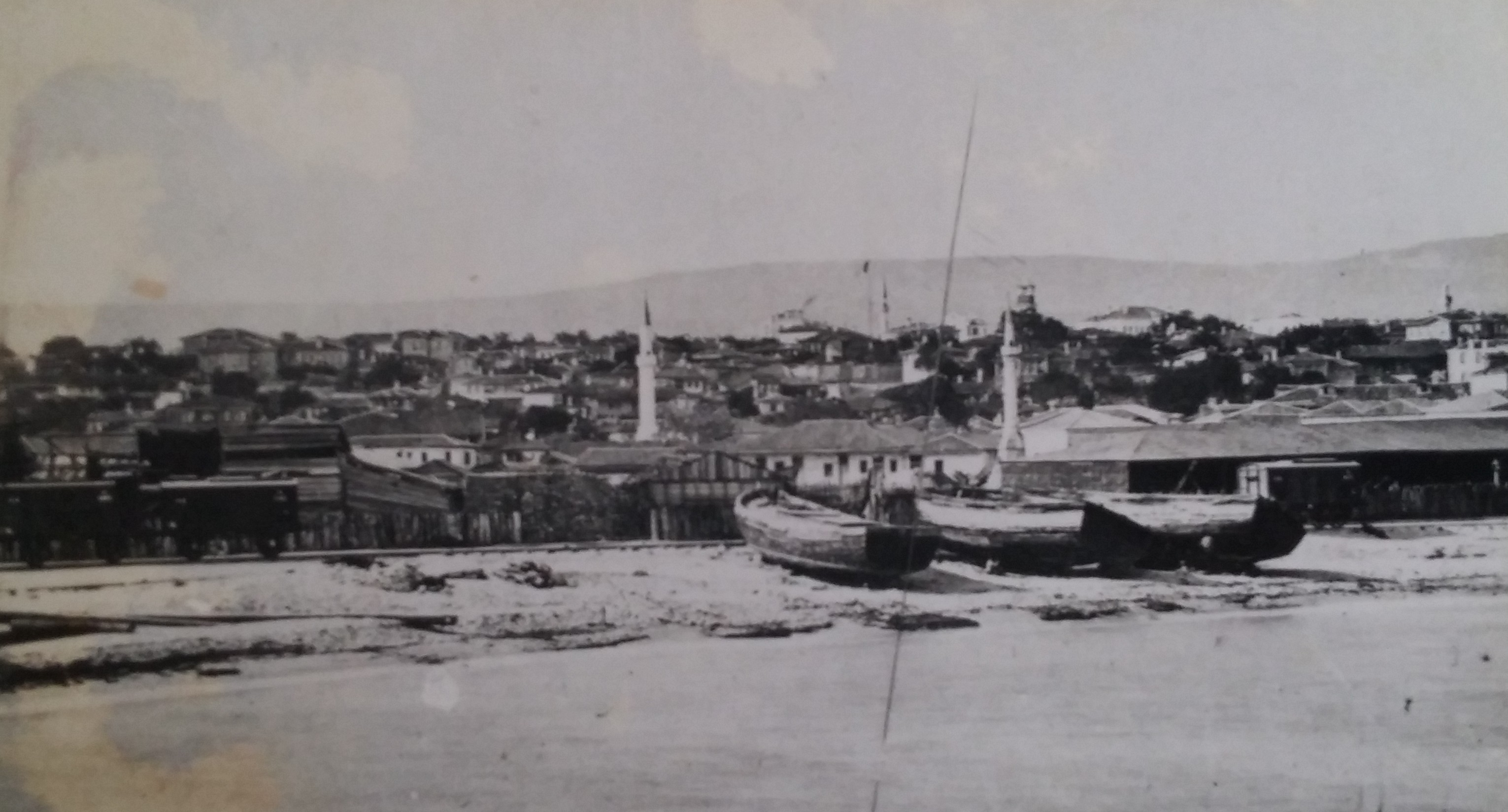

Le 10 novembre 1444, pendant probablement la dernière bataille des Croisades, une armée de croisés menée par le roi polonais Ladislas III Jagellon, dit Warneńczyk (« de Varna » en polonais), s'oppose à l'armée du sultan Murat II. La victoire turque a mis fin à l'espoir des Bulgares de lever le joug ottoman.
Varna, devenue ottomane, est rattachée en 1593 au pachalik de Silistra. Les Russes s'emparent de Varna en 1829 au cours de la guerre russo-turque de 1828-1829, mais la rendent ensuite aux Ottomans. 
En 1842, Alexis de Valon, qui visita Varna, parle d'une « ville de seize mille habitants, resserrée, sale, rougeâtre, et, comme toutes les villes turques, triste et silencieuse ».

### Varna après la libération (1878)

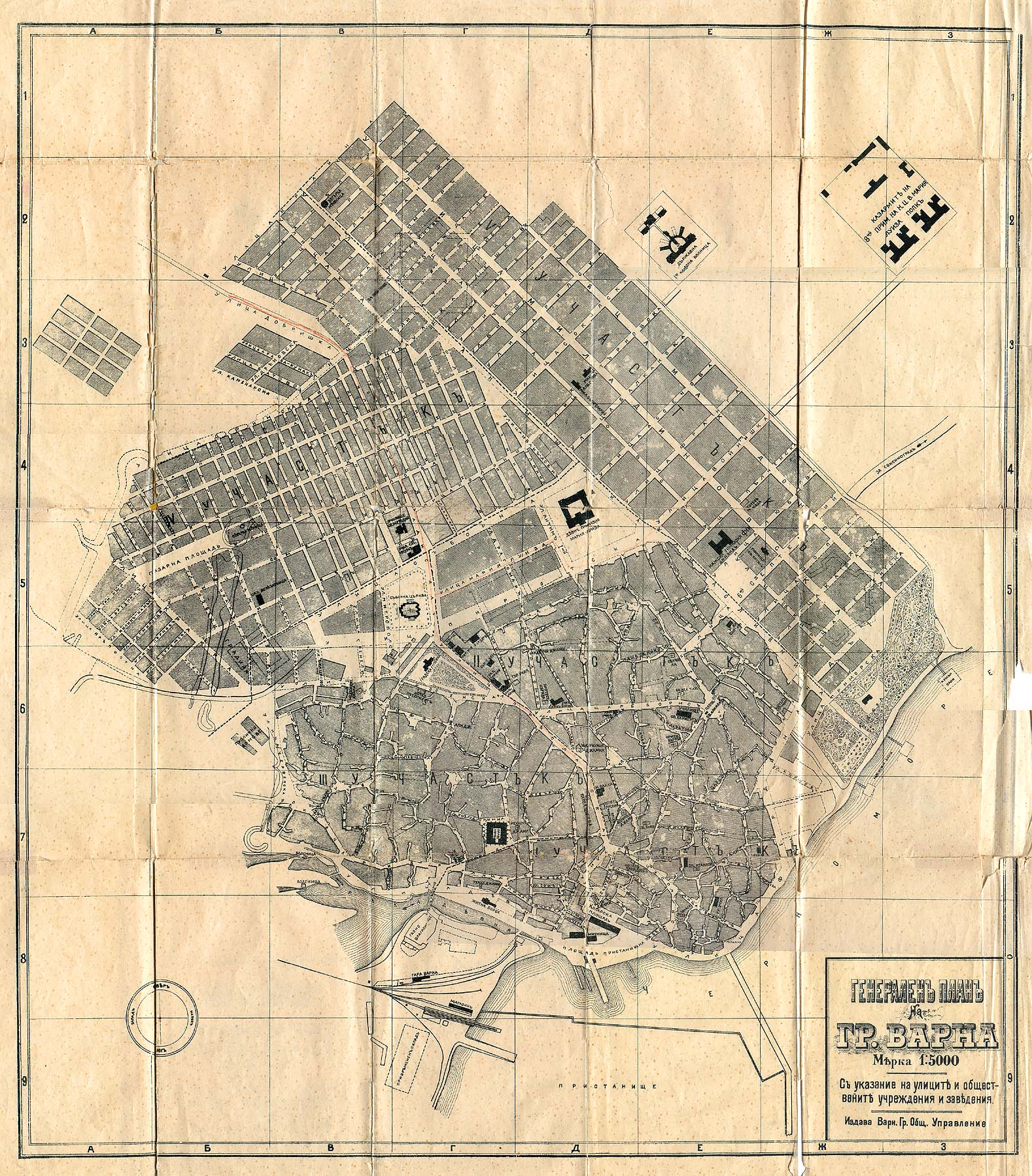
Plan de la ville en 1897

Le Traité de Berlin cède à la Bulgarie la ville de Varna. Les soldats russes y entrent le 27 juillet 1878. Avec les départs en masse des Grecs et des Turcs, et l'arrivée d'un grand nombre de Bulgares de l'intérieur du pays, la ville a grandement perdu sa richesse ethnique. Par contre, des minorités importantes d'Arméniens, Juifs et Gagaouzes y sont restées pendant plusieurs décennies.
La ville est renommée Staline du 20 décembre 1949 au 20 octobre 1956.

## Patrimoine

### Architecture
Il subsiste peu de choses de ce qu'était Varna à la fin du XIXe siècle. Le centre-ville a été aménagé au début du XXe siècle par la classe moyenne émergente. Durant l'ère communiste, des complexes d'appartements construits dans le style soviétique sont apparus, et la quantité était alors plus importante que la qualité. Une curiosité architecturale des années 60 est le Palais des sports, construit à l'origine pour un congrès du CIO (Comité international olympique). Depuis quelques années, de nouveaux bâtiments commencent à offrir un nouveau visage au centre-ville.

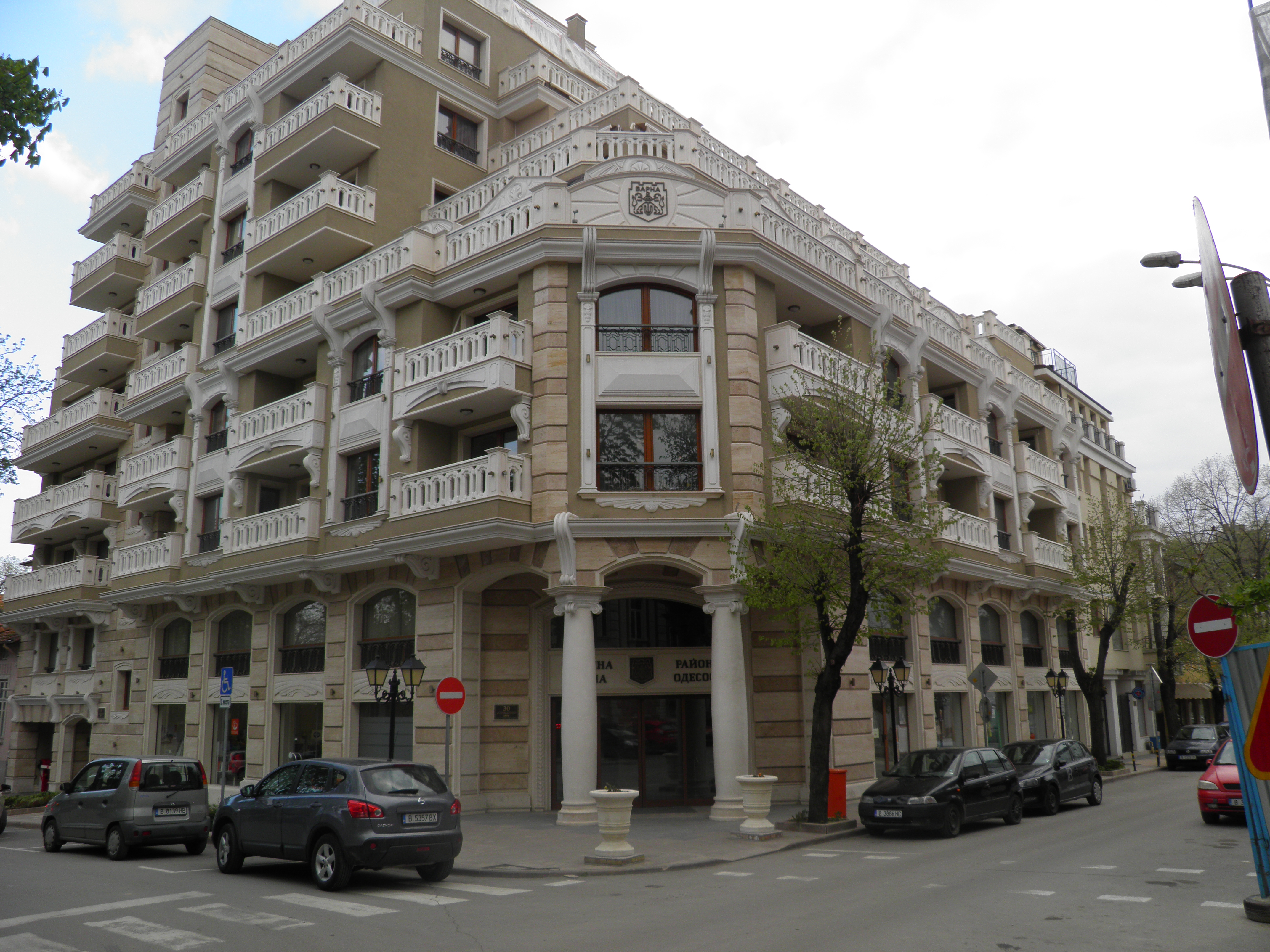
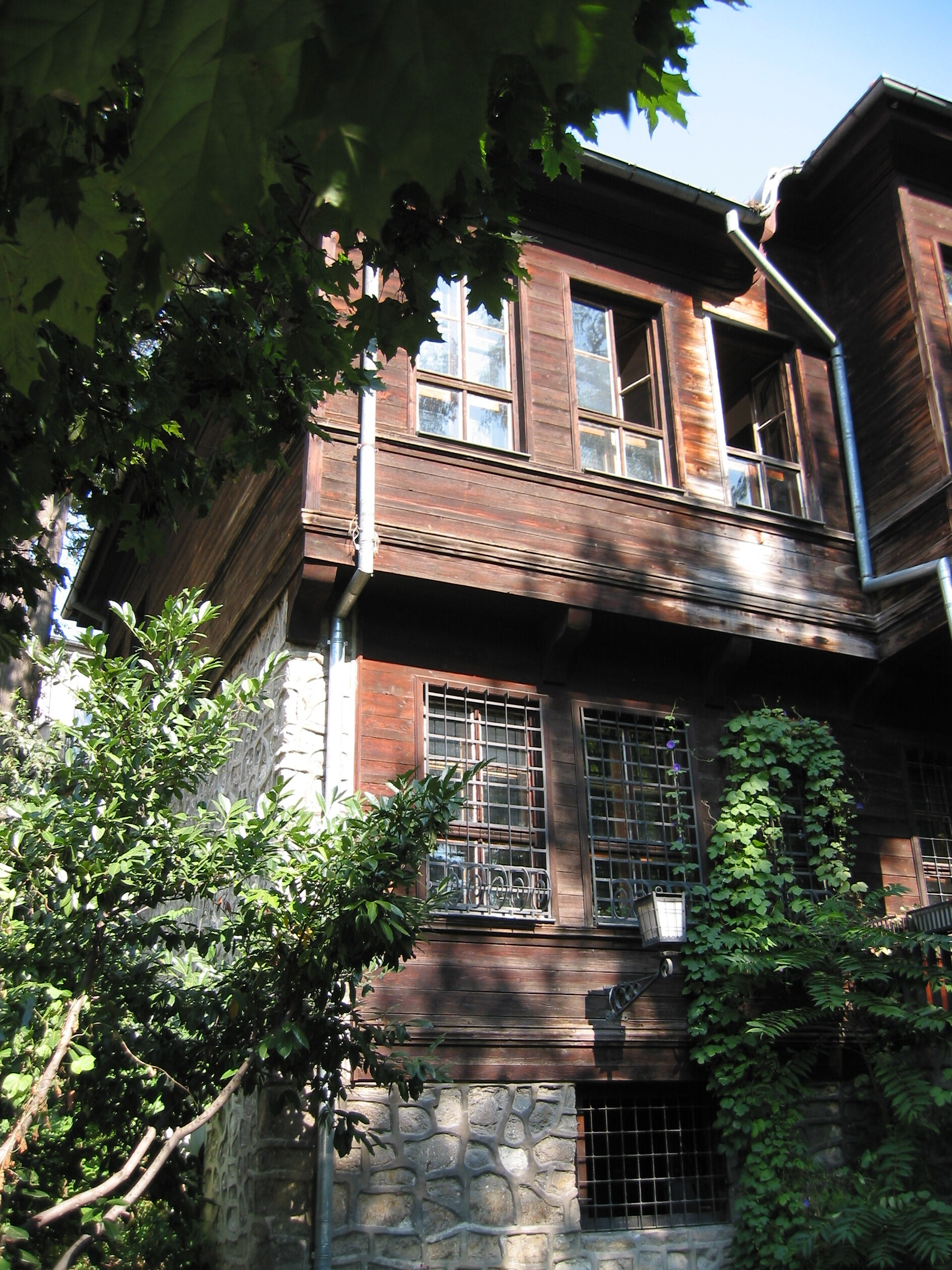
Façade d'une maison de l'époque ottomane.
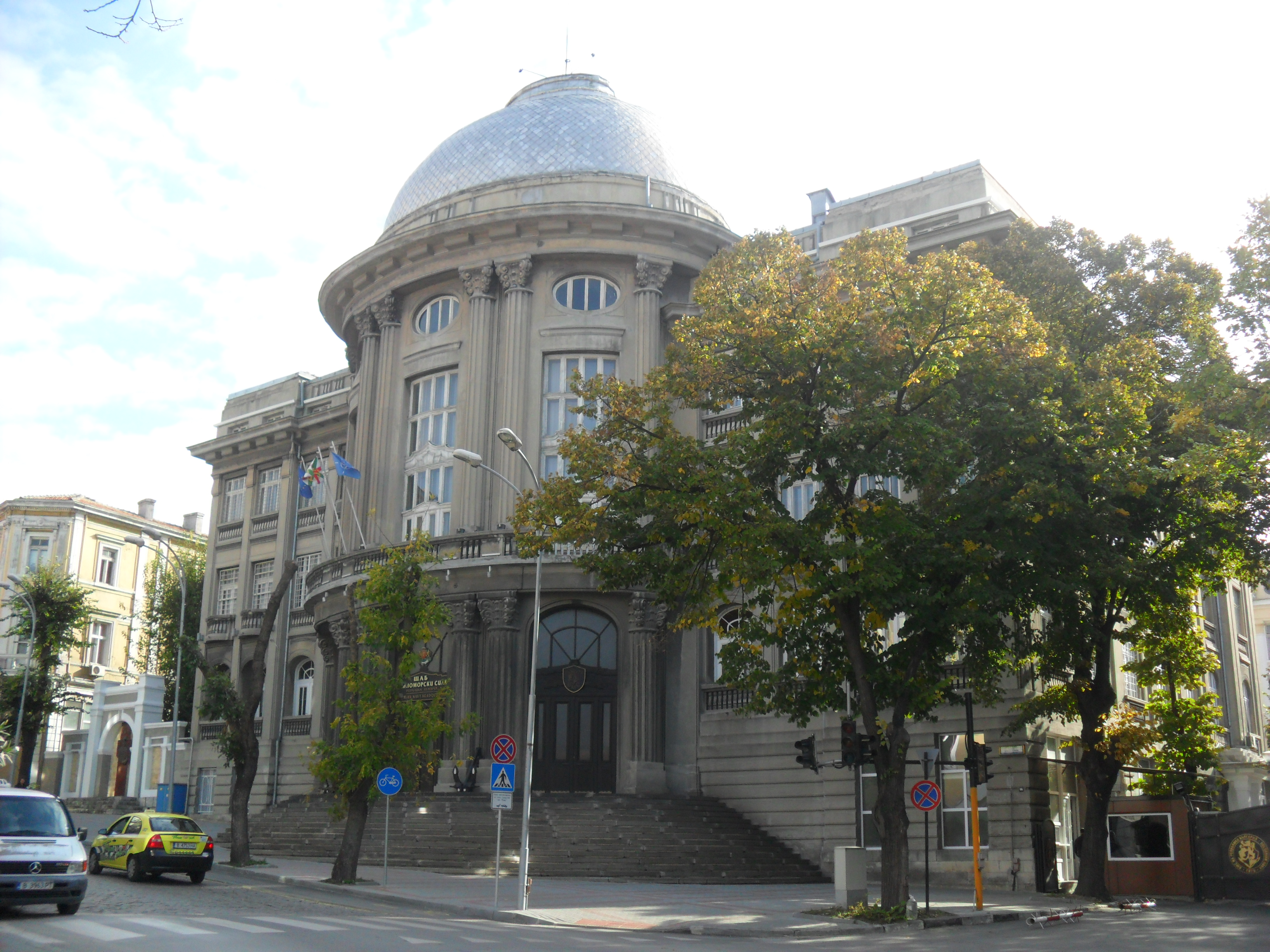
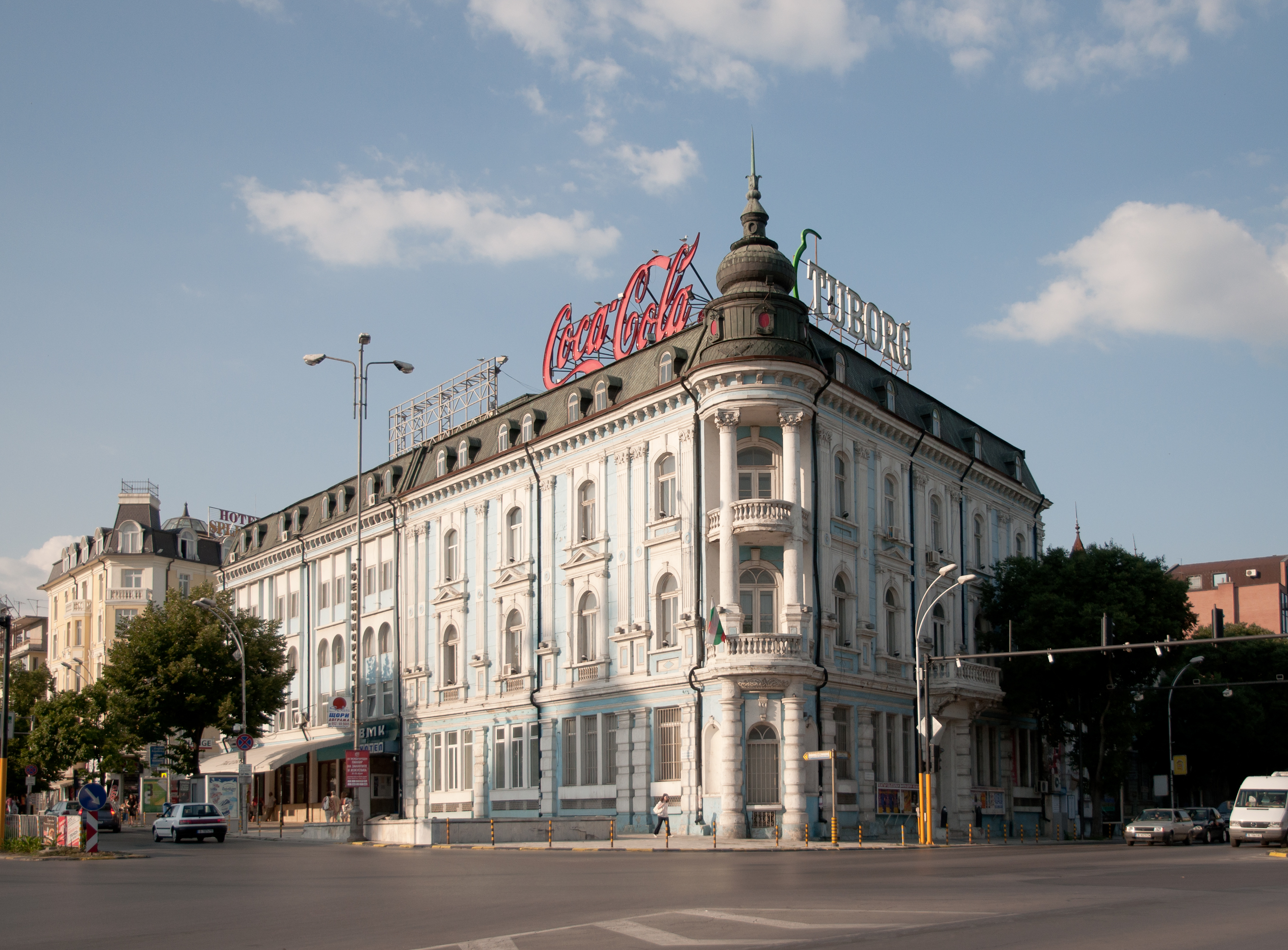

### Musées
- Musée de la Renaissance bulgare
- Musée de la Marine à Varna
- Musée d'Histoire naturelle
- Musée ethnographique de Varna
- Musée d'Histoire de la médecine (1869)
- Musée des marionnettes (1985)
- Musée rétro (vie quotidienne à l'époque socialiste)
- Thermes romains
- Petits thermes romains
- Musée de la Nouvelle histoire de Varna (1969)
- Parc-musée Vladislav Varnentchik (à l'amitié pour la Bataille des peuples (1444))
- Château Euxinograd
- Galerie d'art municipale Boris Guéorguiev (1944)
- Galerie d'art et musée Guéorgui Veltchev (1991)

#### Musée archéologique

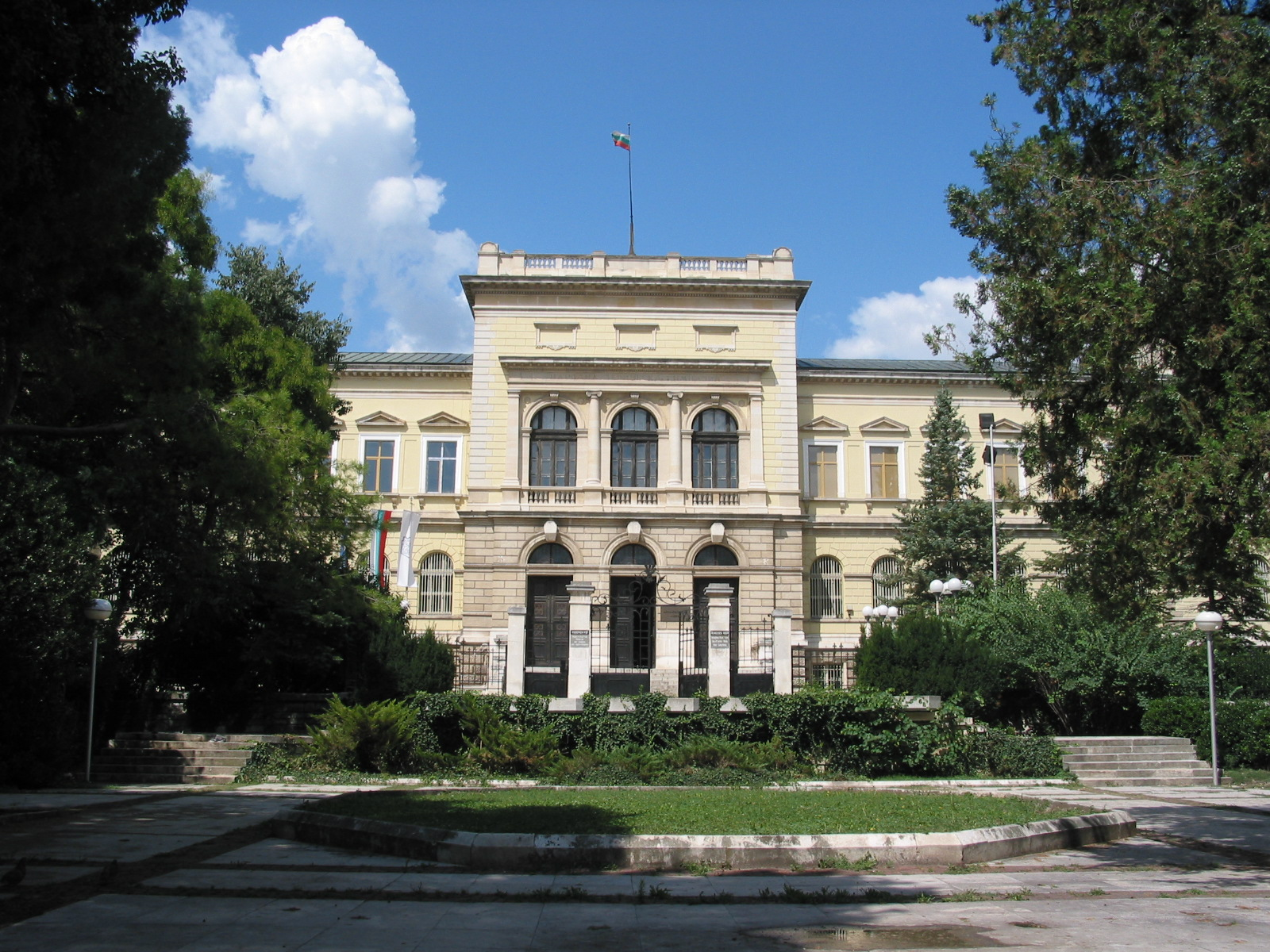
Façade du musée archéologique de Varna

On peut voir au musée archéologique le célèbre Or de Varna : une collection de bijoux issus d'une nécropole datant de 4600 av. J.-C., les plus anciens connus à ce jour en or travaillé.
Le musée présente des œuvres datant de l'époque où la ville s'appelait Odessos.
La période byzantine est représentée par de somptueux bijoux provenant en particulier du trésor de Véliqui Preslav. Le musée possède également une belle collection d'icônes.

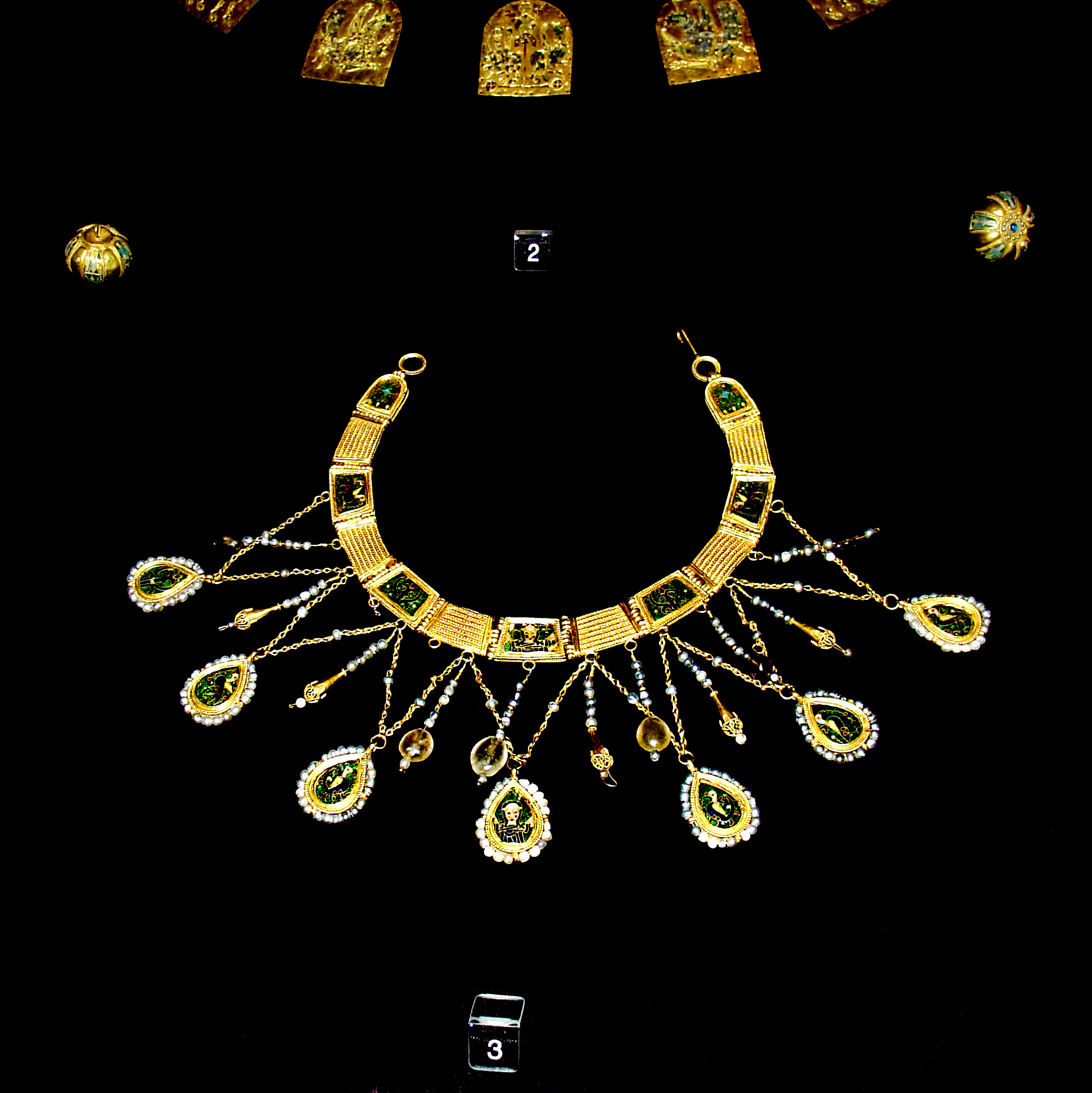
Collier byzantin
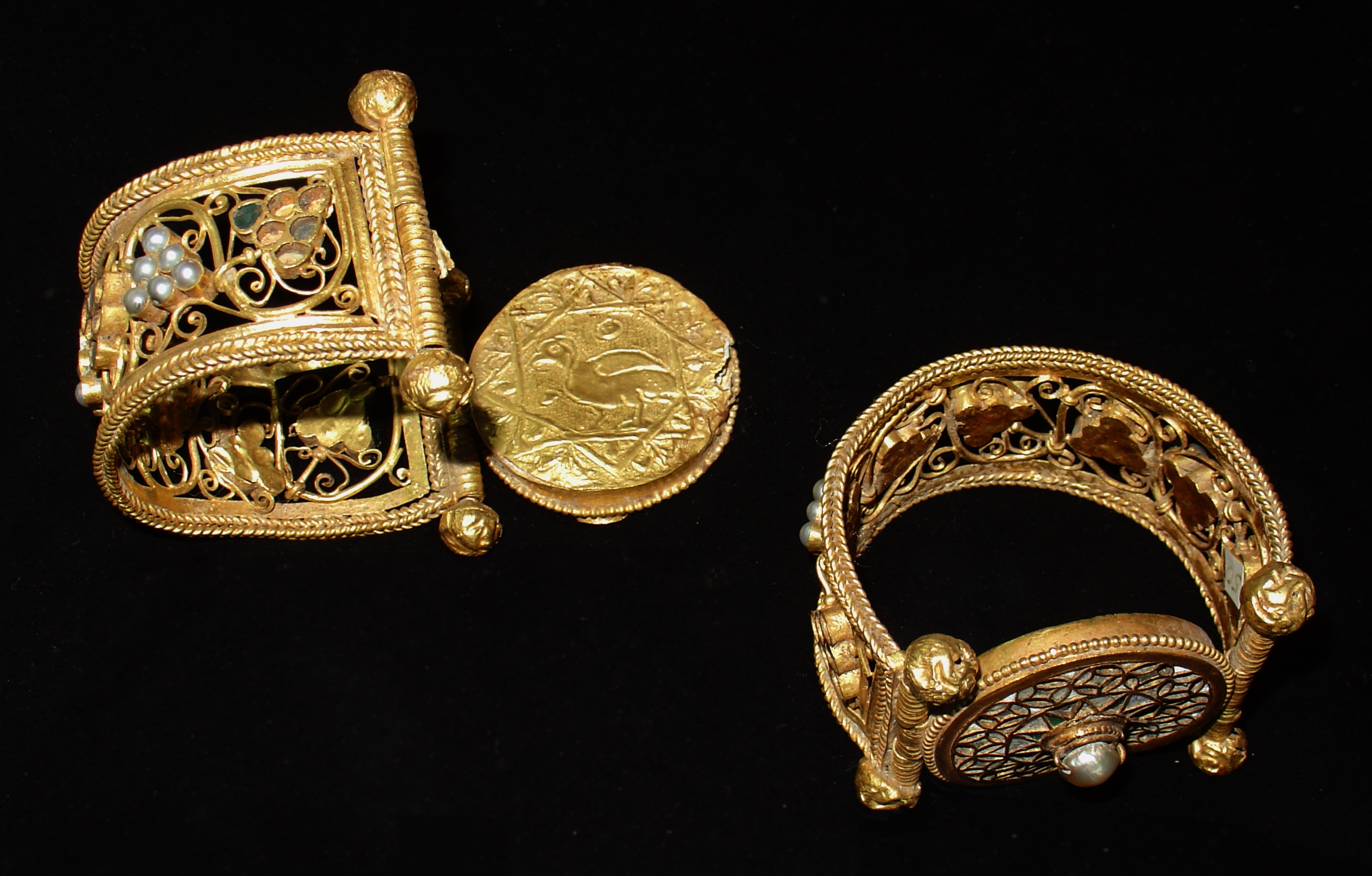
Bijoux byzantins
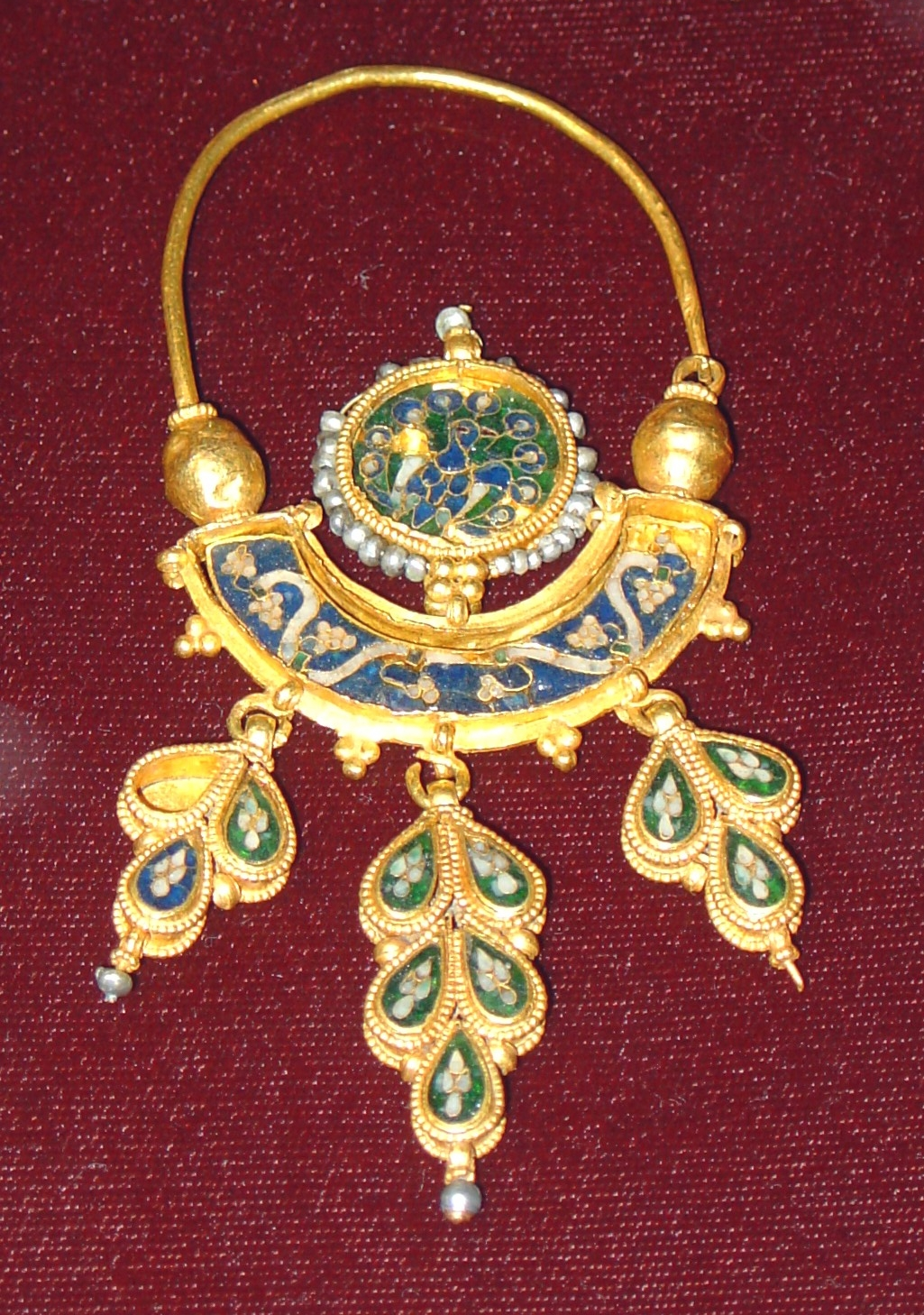
Bijou byzantin
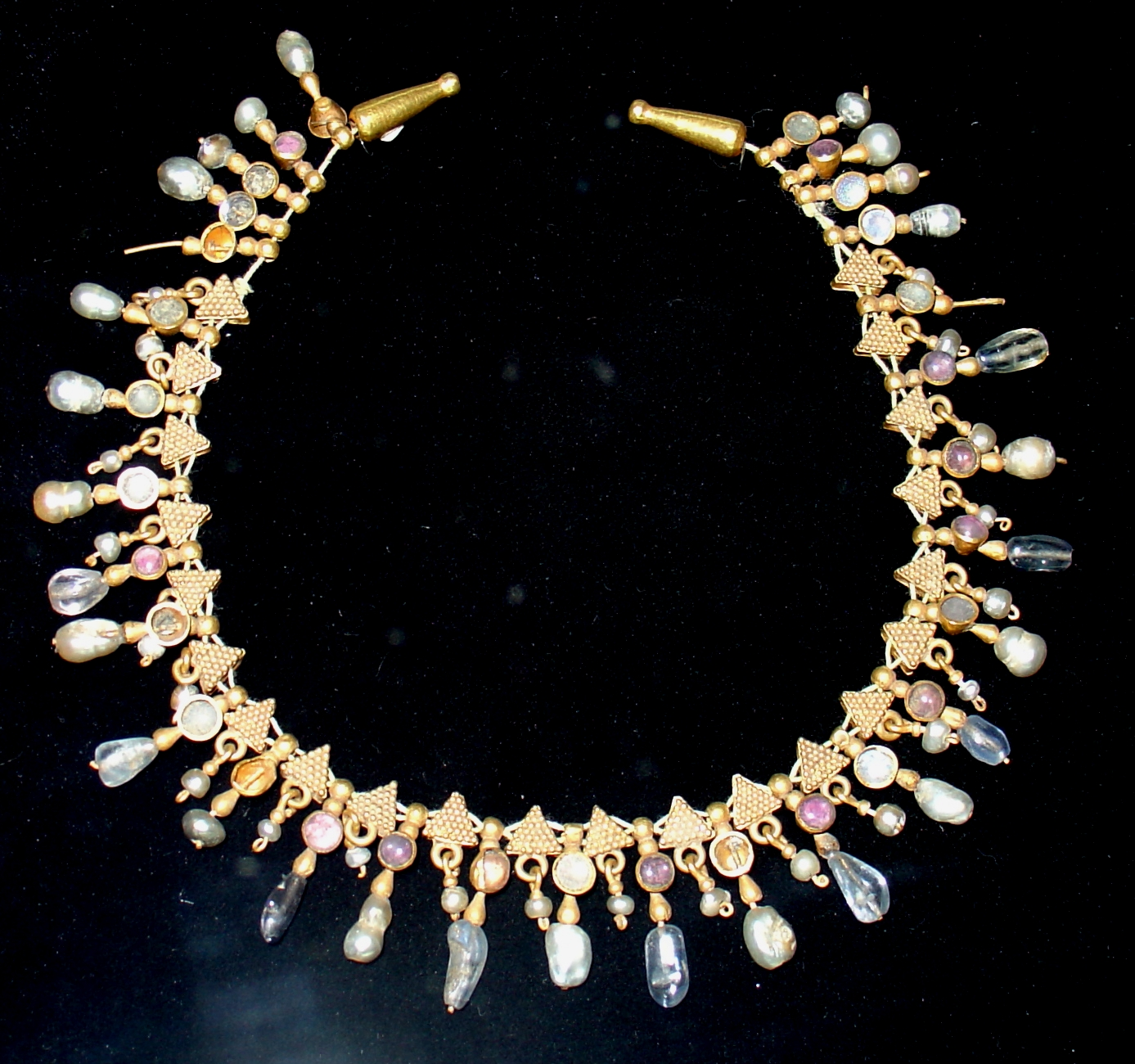
Collier de pierres
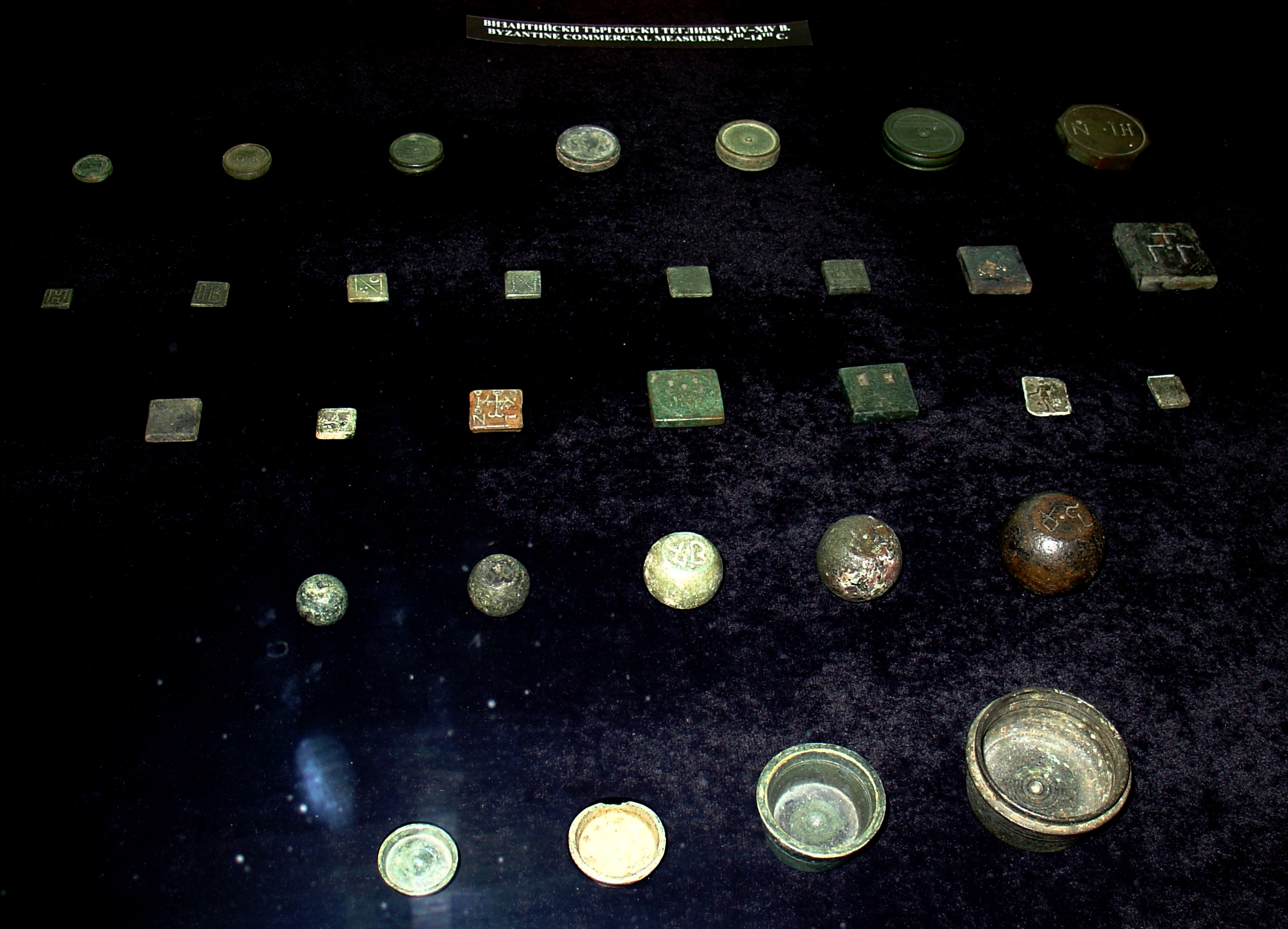
Mesures commerciales byzantines
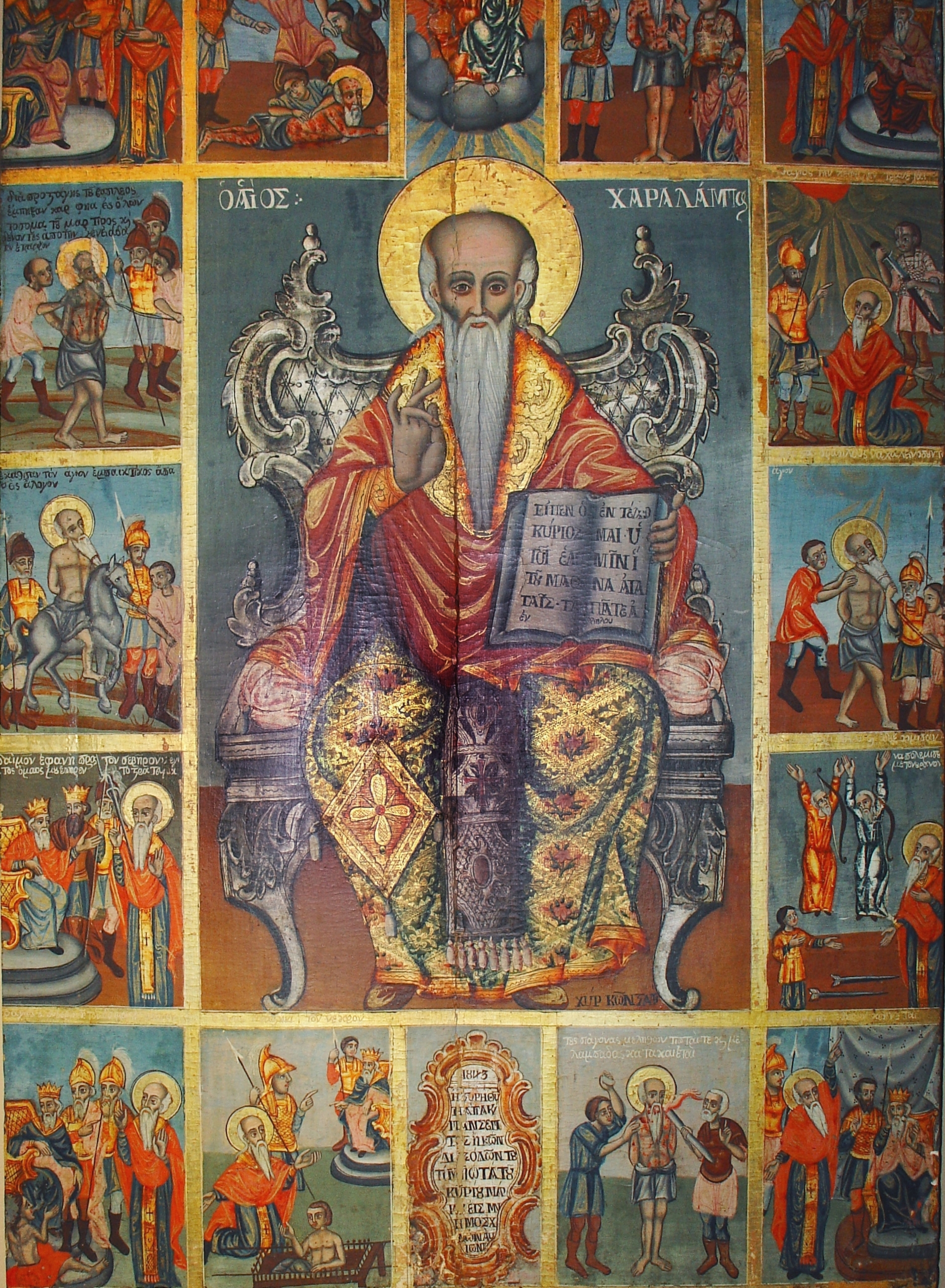
Icône
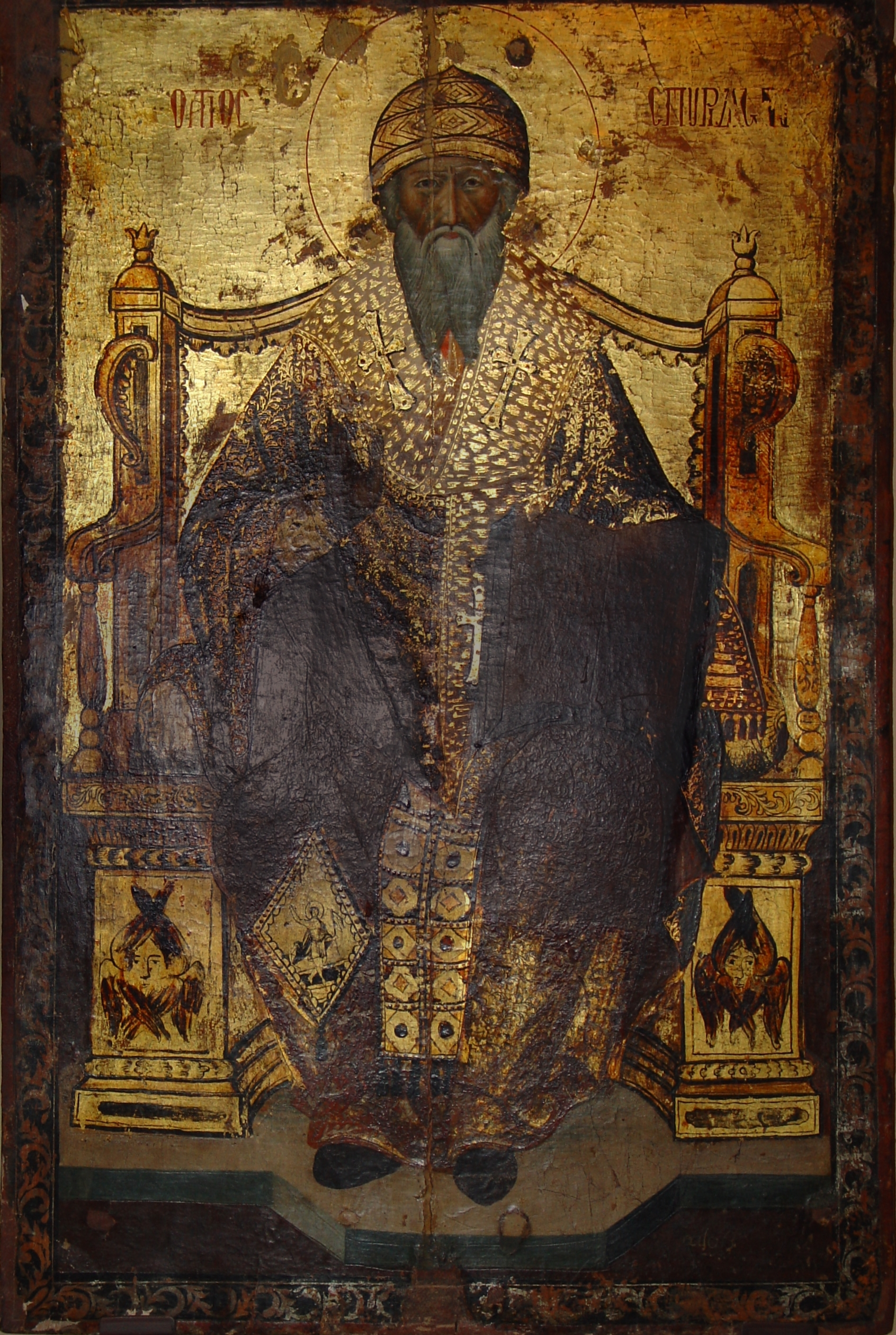
Icône de Saint Spyridon

### Le jardin maritime
D'autres curiosités de la ville sont le Jardin maritime, les Thermes romains, le parc-musée de la bataille de Varna, le musée naval (qui abrite le navire musée Drazki qui, en tant que navire, a remporté notamment la bataille de Kaliakra au large de Varna pendant la première guerre balkanique).
Dans le Jardin maritime se trouve l'un des plus célèbres théâtres en plein air (dans lequel a lieu le Concours de ballet), l'observatoire astronomique et son planétarium, la Maison de Radio Varna, un aquarium et un delphinarium.

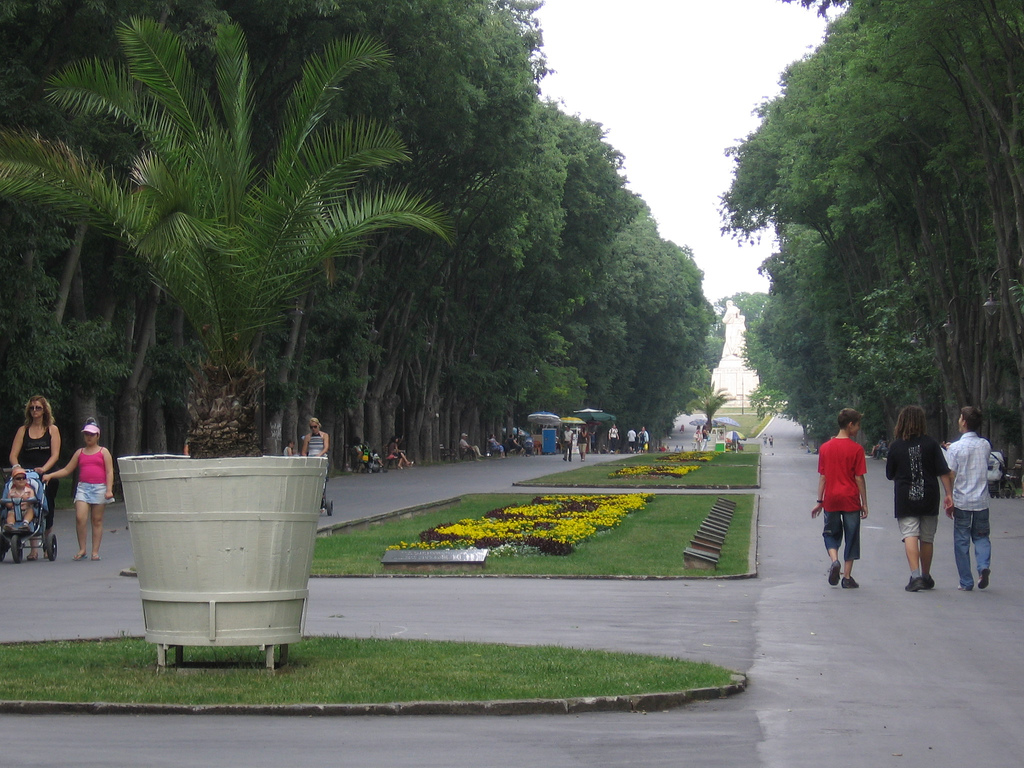
Une allée dans le Jardin maritime
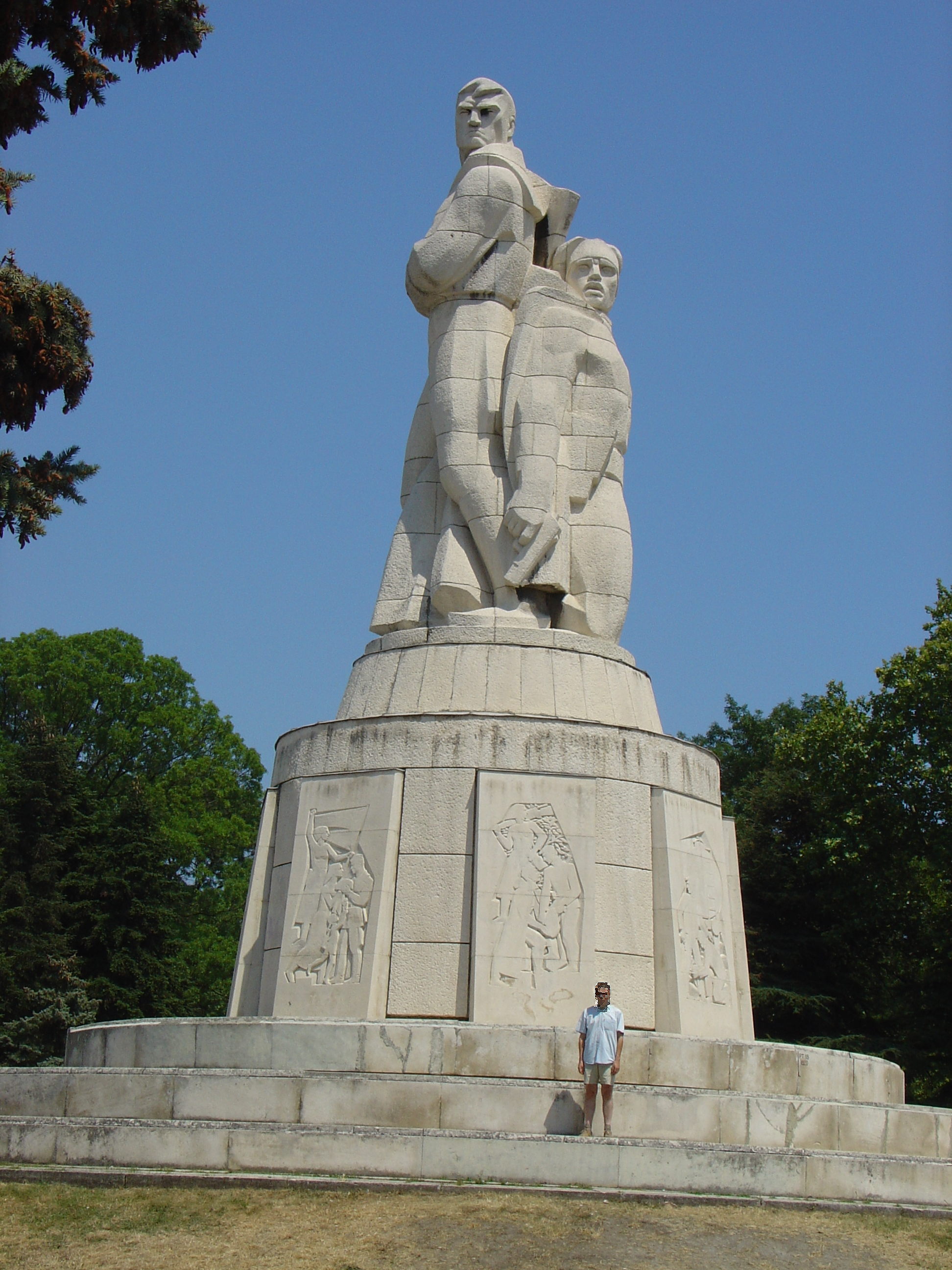
Le Panthéon du jardin maritime
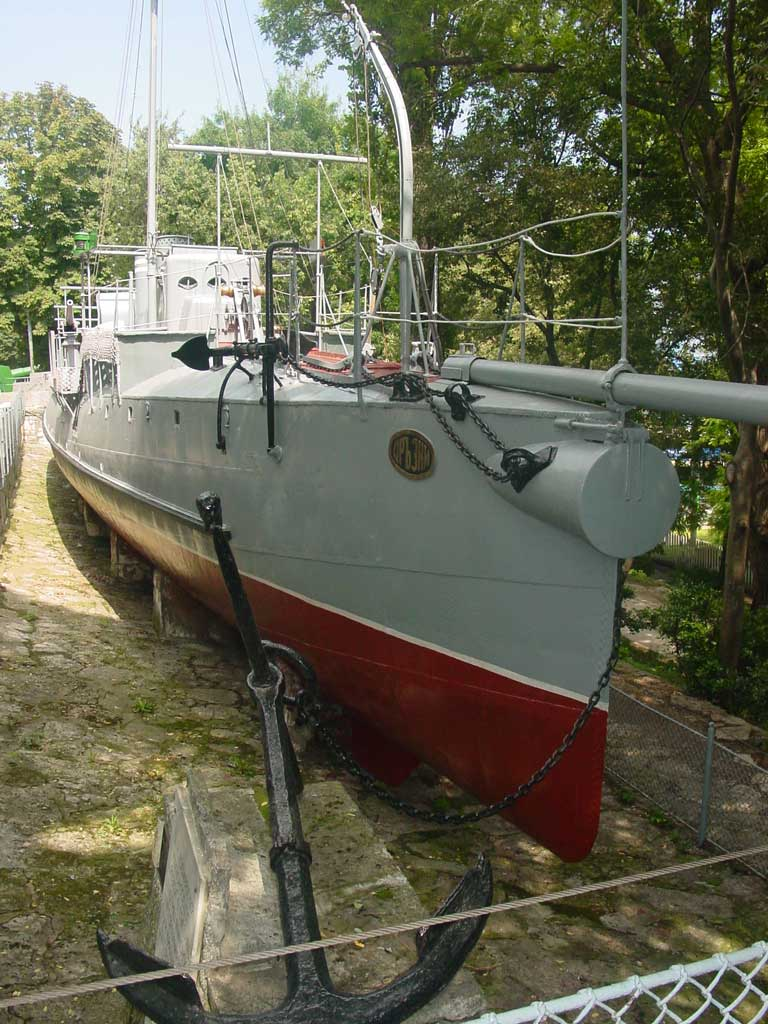
Le torpilleur Drazki
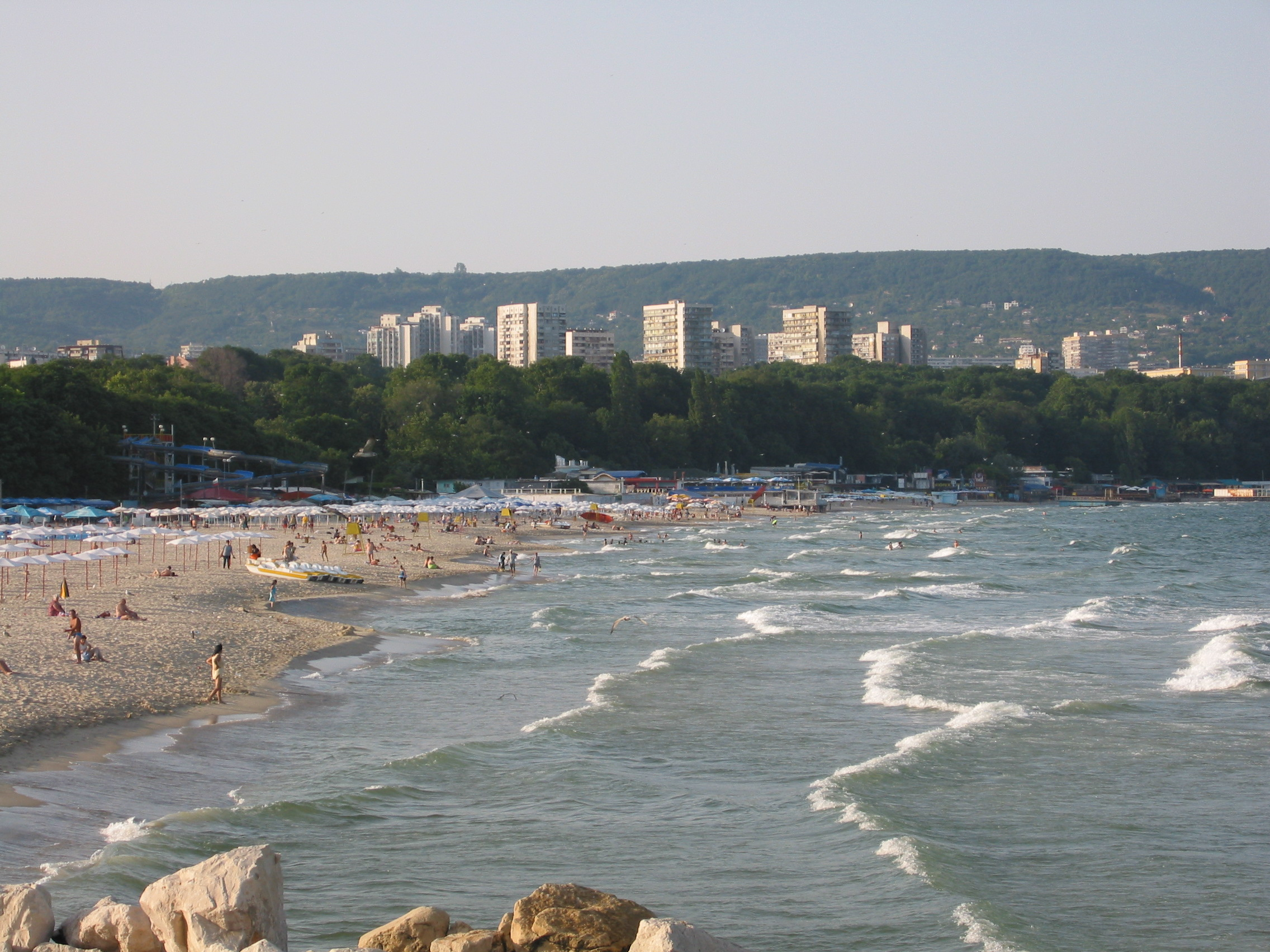
Une plage de la ville de Varna

### Édifices religieux
- Cathédrale de la Dormition de Théotokos (1886)
- Église Saint-Nicolas le Thaumaturge (1850 environ)
- Église de la Dormition de Théotokos (1602)
- Église Saint-Athanase
- Église arménienne apostolique orthodoxe Saint-Sarkis
- Église orthodoxe Sainte-Paraskeva-Petka
- Église orthodoxe Saint-Archange-Michel
- Église catholique de l'Immaculée-Conception
- Chapelle catholique Saint-Archange-Michel
- Synagogue
- Mosquée Azizyé
- Monastère d'Aladja (en) (Aladzha Manastir, Аладжа Манастир)[8], à 17 km au nord

#### La cathédrale

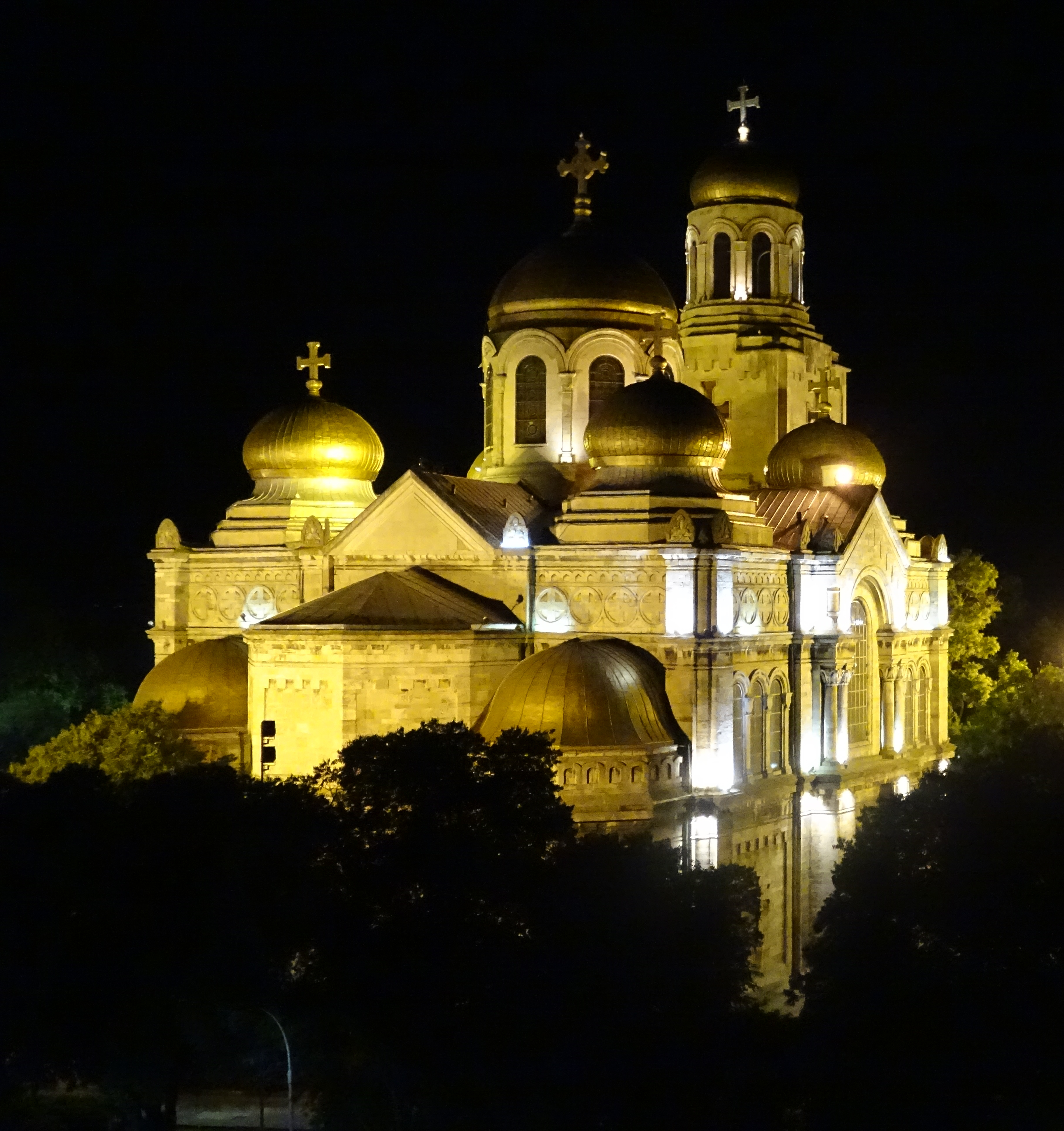
La cathédrale Dormition.

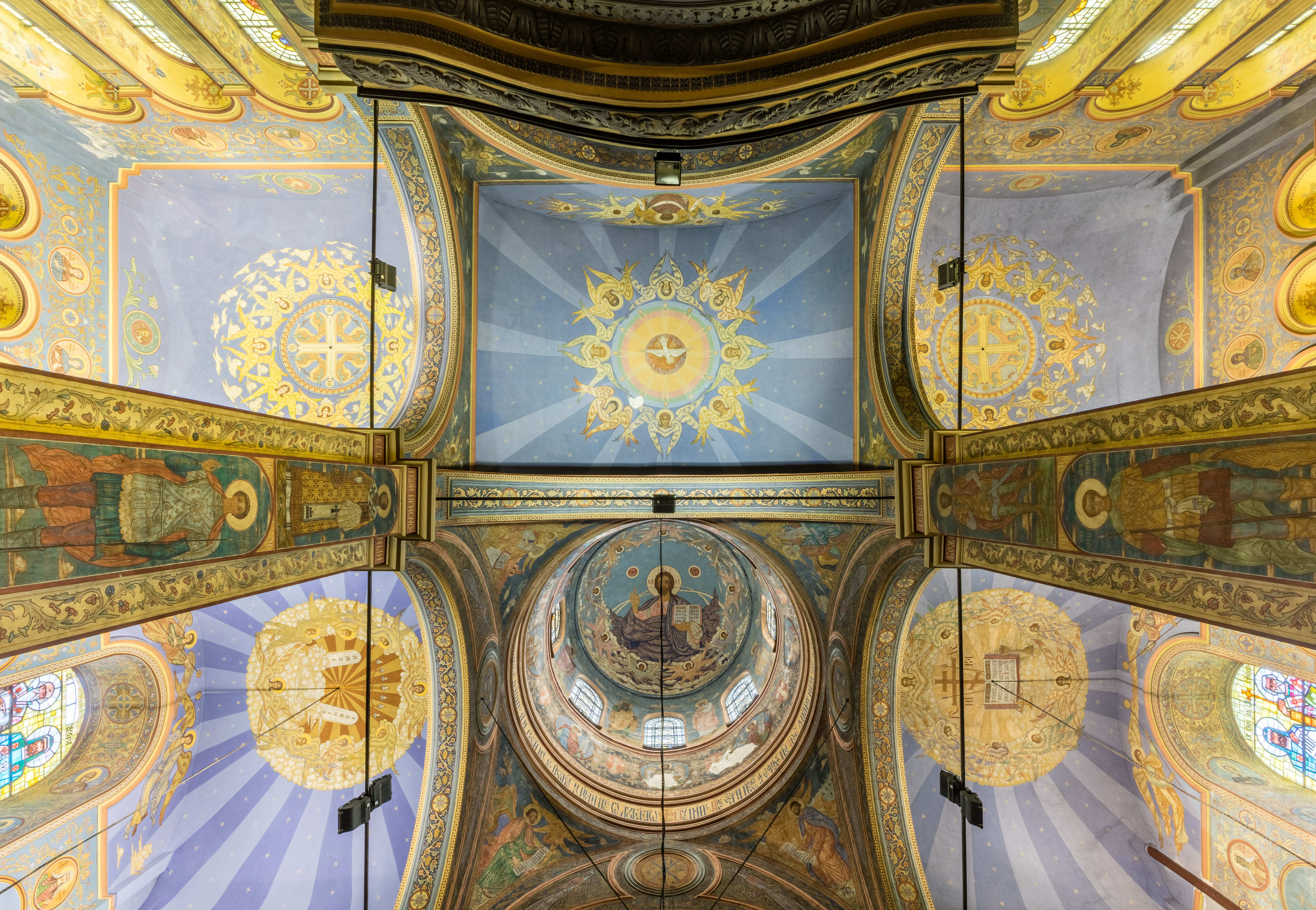
Voûte de la cathédrale Dormition.

La cathédrale Dormition de la Vierge Marie, qui est le siège de l'archevêché de Varna et Veliki Preslav, est l'un des symboles de la ville. Elle a été bâtie en 1886, peu après la libération de la Bulgarie du joug ottoman et possède une superbe collection d'icônes et de fresques dont la plupart ont été réalisées après la Seconde Guerre mondiale.

### Le monument français

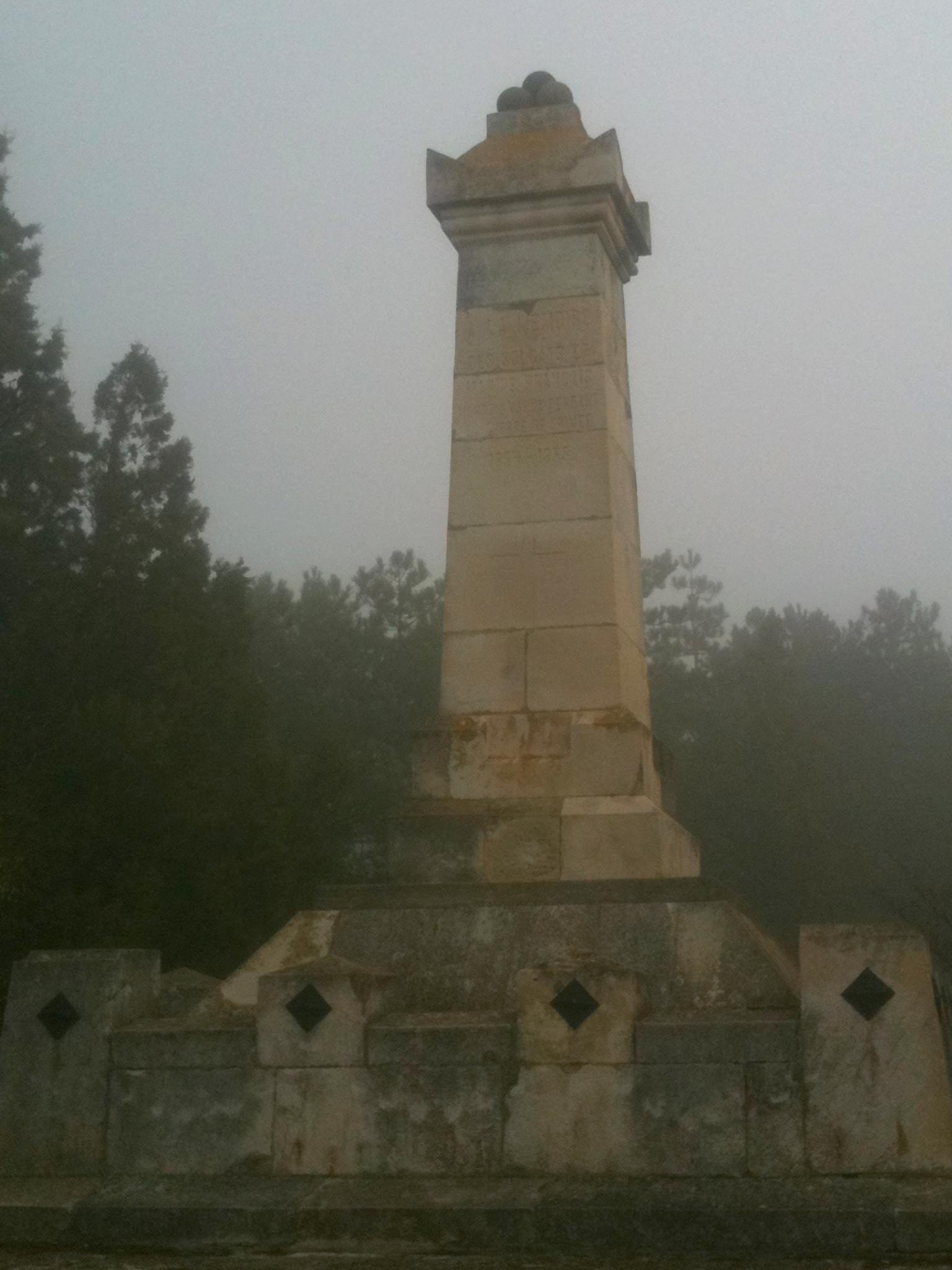
Monument français de Varna.

Le monument français de la guerre de Crimée, au pied duquel sont placés six canons Paixhans, est situé sur la route de Vinitza.
Durant la guerre de Crimée, Varna était une étape sur la route menant au théâtre des opérations du corps expéditionnaire franco-britannique. À la suite d'une épidémie de choléra, de nombreux soldats périrent sur place. Les soldats français furent enterrés dans le jardin maritime, mais aucune tombe ou trace de ce triste événement n'est aujourd’hui visible mis à part le monument lui-même.
Celui-ci porte la mention « À la mémoire des soldats et marins français morts à Varna pendant la guerre de Crimée, 1854-1855 ». Il était initialement situé dans le jardin maritime de Varna.

## Culture
- Théâtre dramatique Stoyan Batcharov
- Opéra national de Varna
- Théâtre en plein air de Varna
- Théâtre national des marionnettes de Varna
- Palais des Festivals et des Congrès
- Palais de la Culture et des Sports

La plus grande manifestation culturelle est sans doute le festival « Été de Varna », qui se déroule chaque année depuis 1926. La ville abrite aussi le célèbre Concours international de ballet de Varna, créé en 1964. Chaque année, ont également lieu le Jazz-fest, le Festival du folklore, le Festival international de théâtre et bien d'autres manifestations.

## Éducation et sciences

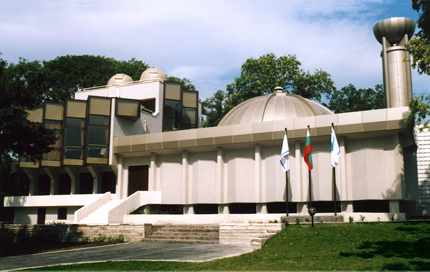
L'observatoire astronomique et planétarium « Nicolas Copernic »

L'Université économique de Varna est le plus ancien établissement supérieur bulgare établi en dehors de la capitale Sofia, et le premier établissement universitaire privé (même s'il appartient maintenant à l'État). Son premier recteur, le professeur Tsani Kalyandzhiev, après avoir suivi ses études à Zurich, a effectué sa carrière de chimiste aux États-Unis. L'Académie navale, une prestigieuse école militaire, est le successeur de la première université exclusivement technique, l'École de machinerie navale. Les autres établissements sont l'Université médicale, l'Université technique et l'Université libre.
Dans la ville se trouvent par ailleurs cinq instituts de l'Académie bulgare des sciences (océanologie, pêche et aquacultures, aéro, hydrodynamique et métallographie), l'Académie de langues Varna-Europa, de même que l'Observatoire astronomique, avec son planétarium « Nicolas Copernic », qui mène des recherches en astronomie et pédagogie et développe une vaste activité dans le domaine de la vulgarisation scientifique.
La bibliothèque municipale « Pencho Slaveykov » possède d'importants fonds, disposés sur plusieurs sites dans la ville en fonction de leur thématique.
Les lycées de la ville sont :
- le Ier lycée bilingue - sections anglaise et allemande
- le lycée de mathématiques « Dr Petar Béron »
- le IVe lycée bilingue « Frédéric Joliot-Curie », sections française et espagnole
- le lycée de mathématiques et de sciences naturelles « Acad. Methodiy Popov »
- le Ve lycée bilingue « Joan Exarh »
- le lycée national des beaux-arts « Dobri Khristov ».

## Économie
Varna est l'une des villes les plus prospères de Bulgarie, réalisant 15 % du PNB, avec un taux du chômage qui s'élève à 3,05 %.
L'économie repose sur le secteur tertiaire, avec 61 % du produit brut dû au commerce et au tourisme, 16 % à l'industrie, 14 % au transport et 6 % à la construction.
Le complexe industriel Varna-Devnya est l'un des plus grands centres industriels de Bulgarie, avec des usines de Solvay-Sodi (Солвей-Соди), Agropolichim (Агрополихим), Polimeri (Полимери), Devnya Cement (propriété d'Italcementi depuis 1998), (Девня-Цимент), la centrale thermoélectrique Devnya (ТЕЦ Девня), et la centrale thermoélectrique Varna (ТЕЦ Варна). L'industrie dispose pour ses besoins du Port Varna - Ouest.
La plus grande importance est attribuée au tourisme, avec les stations balnéaires situées juste à la sortie nord de la ville - les Sables d'or, Holiday Club Riviera, Sunny Day, Constantine et Helena, qui disposent d'une base de 60 000 lits et ont attiré, en 2006, plus de 4 millions de touristes étrangers.
En septembre 2004, le FDI Magazine (éd. Financial Times Business Ltd) a qualifié Varna de South-Eastern Europe City of the Future, en raison de sa position stratégique, de son économie en plein essor, de son riche héritage culturel et de sa bonne éducation secondaire.

## Transport

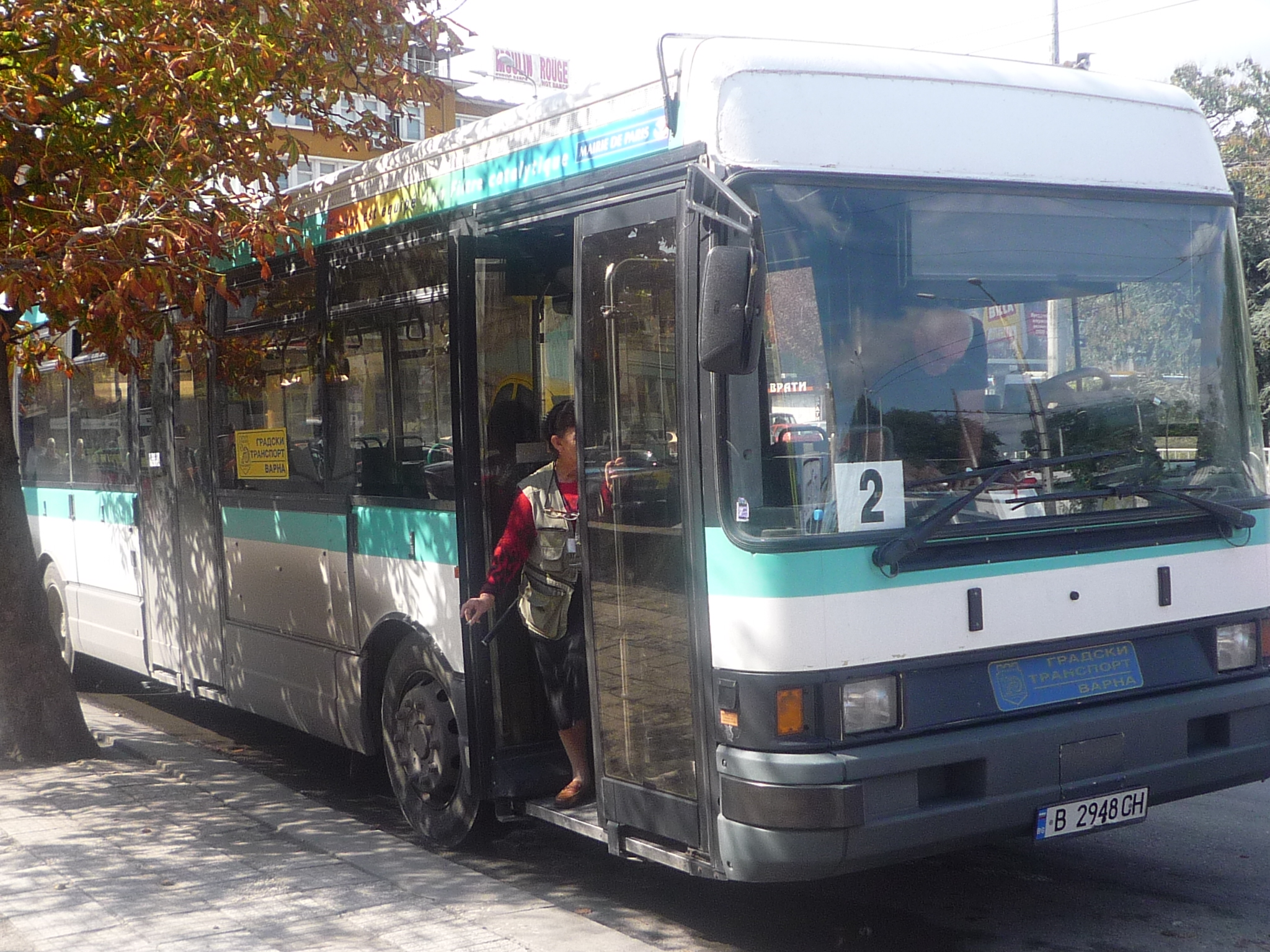
Bus urbain de Varna, ayant circulé à Paris et ayant conservé les couleurs de la RATP.

La ville dispose d'un aéroport international, d'un port et d'une gare ferroviaire. Les routes européennes E70 et E87 passent par Varna.
Un vieux projet de création d'un canal entre le Danube depuis Roussé jusqu'à Varna est à nouveau à l'étude. Ce projet permettrait la liaison fluviale entre Rotterdam et la mer Noire.

## Galerie

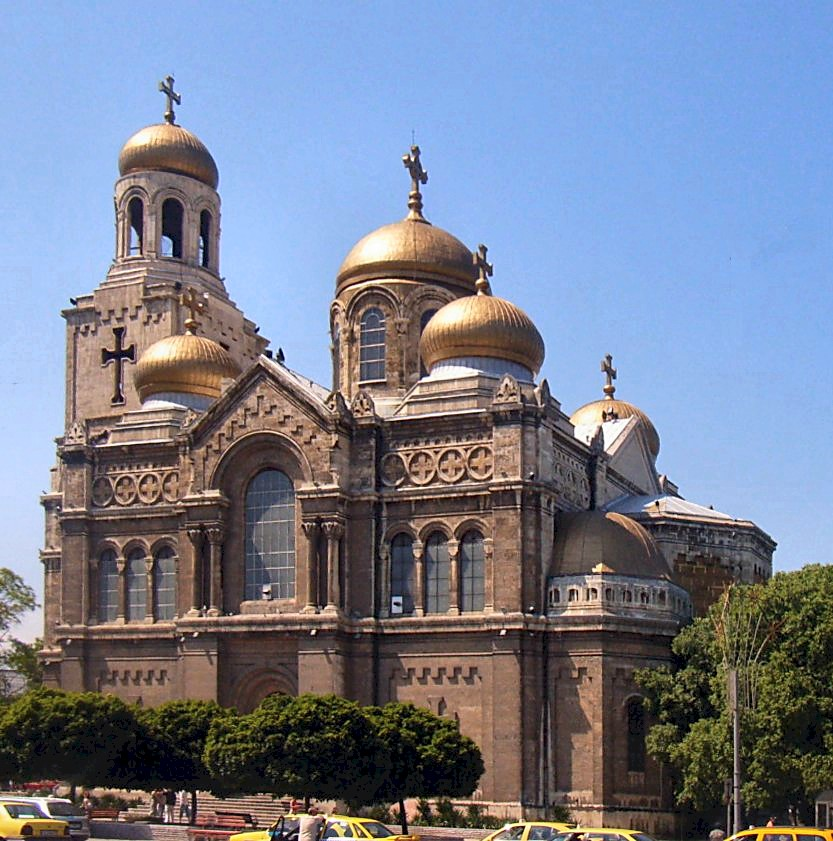
Cathédrale de Varna
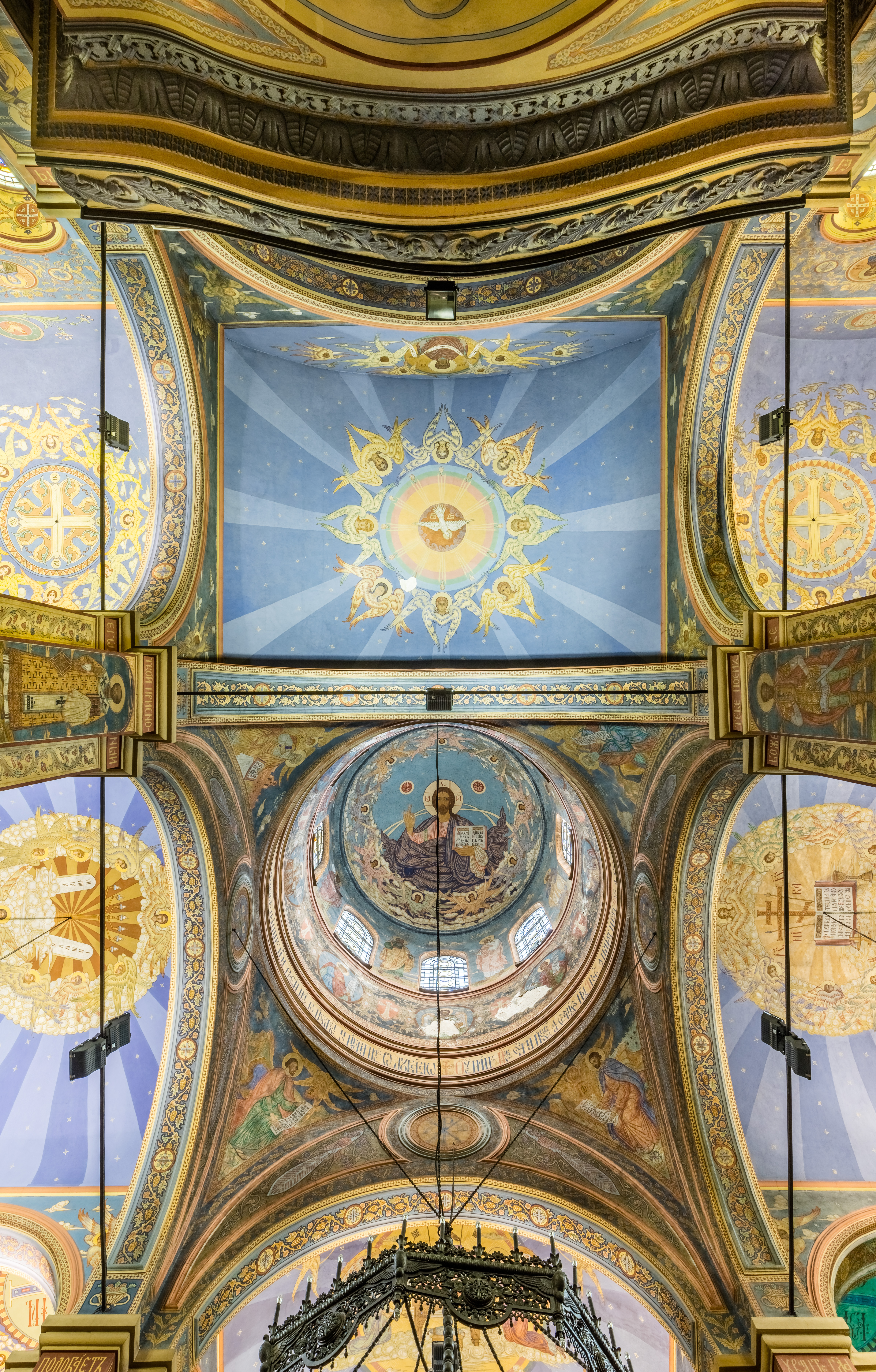
Intérieur de la cathédrale
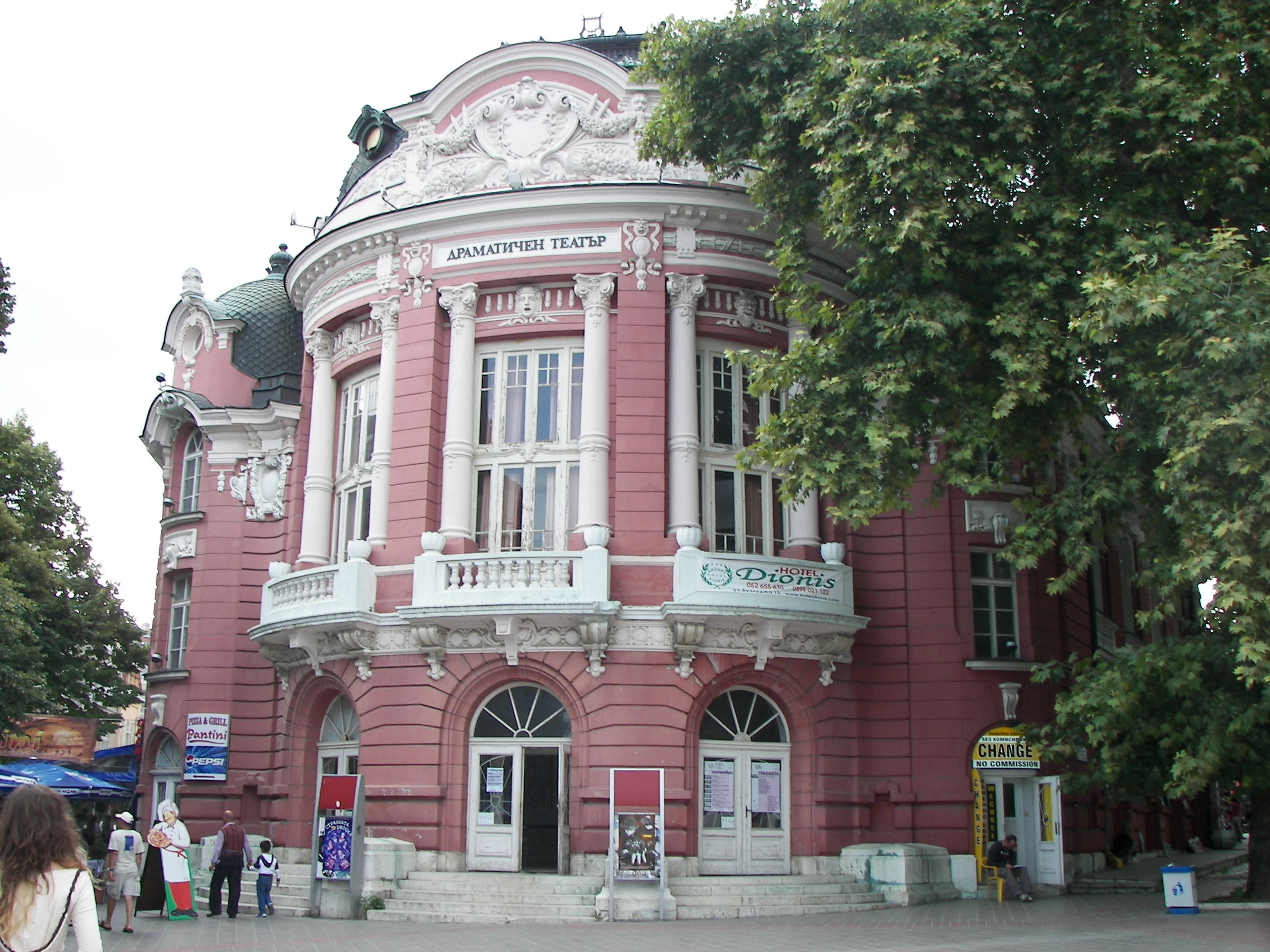
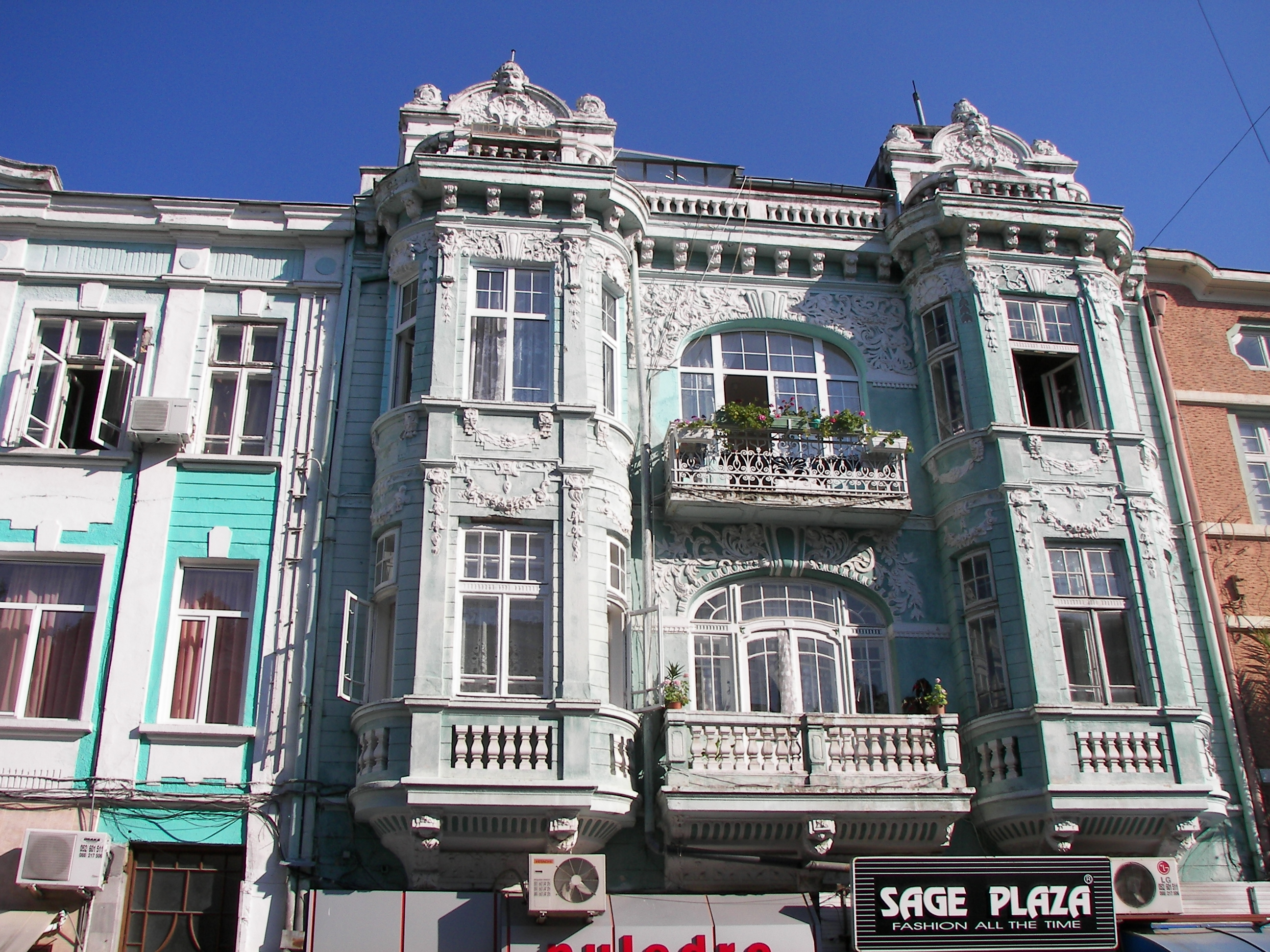
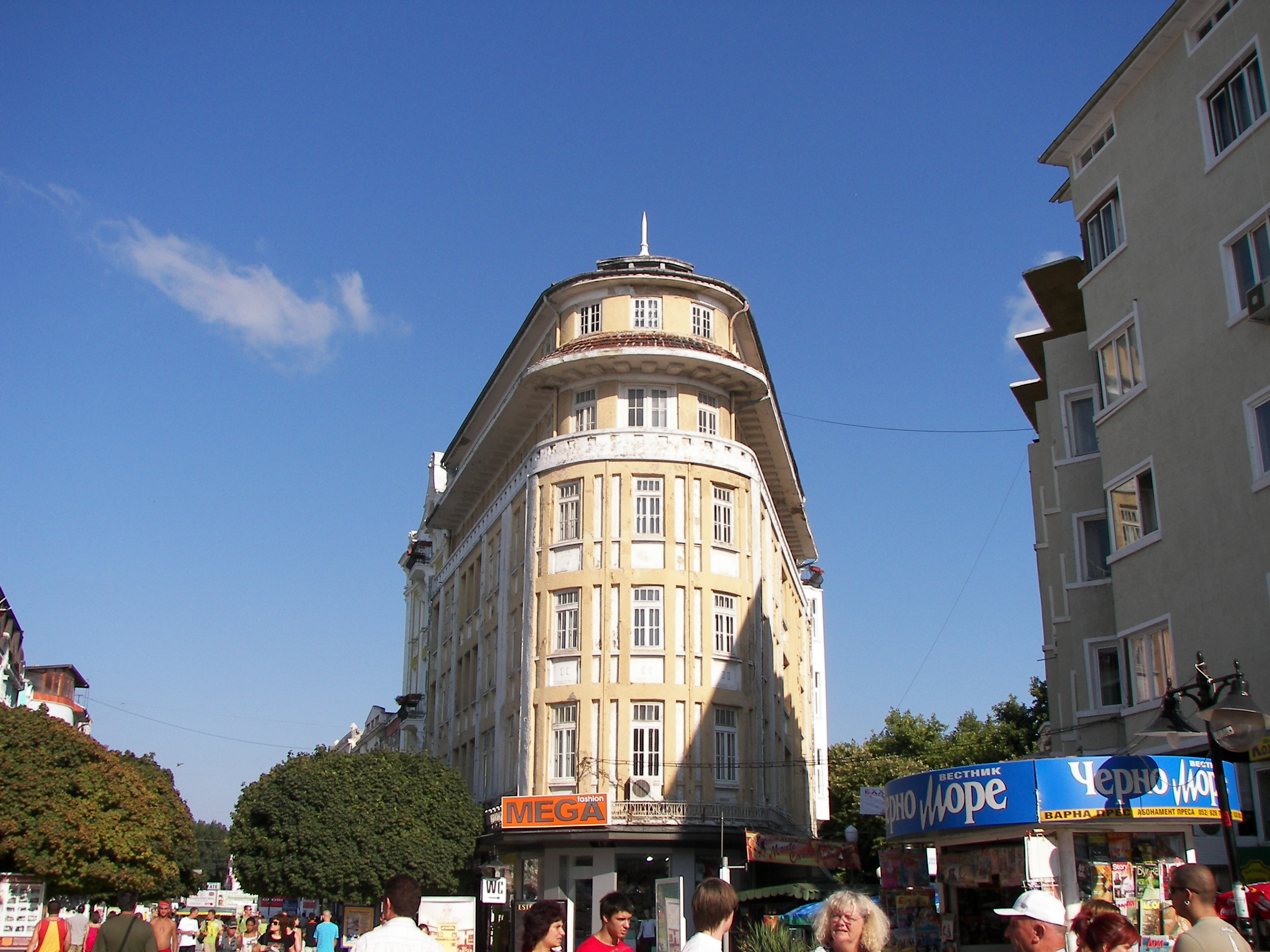
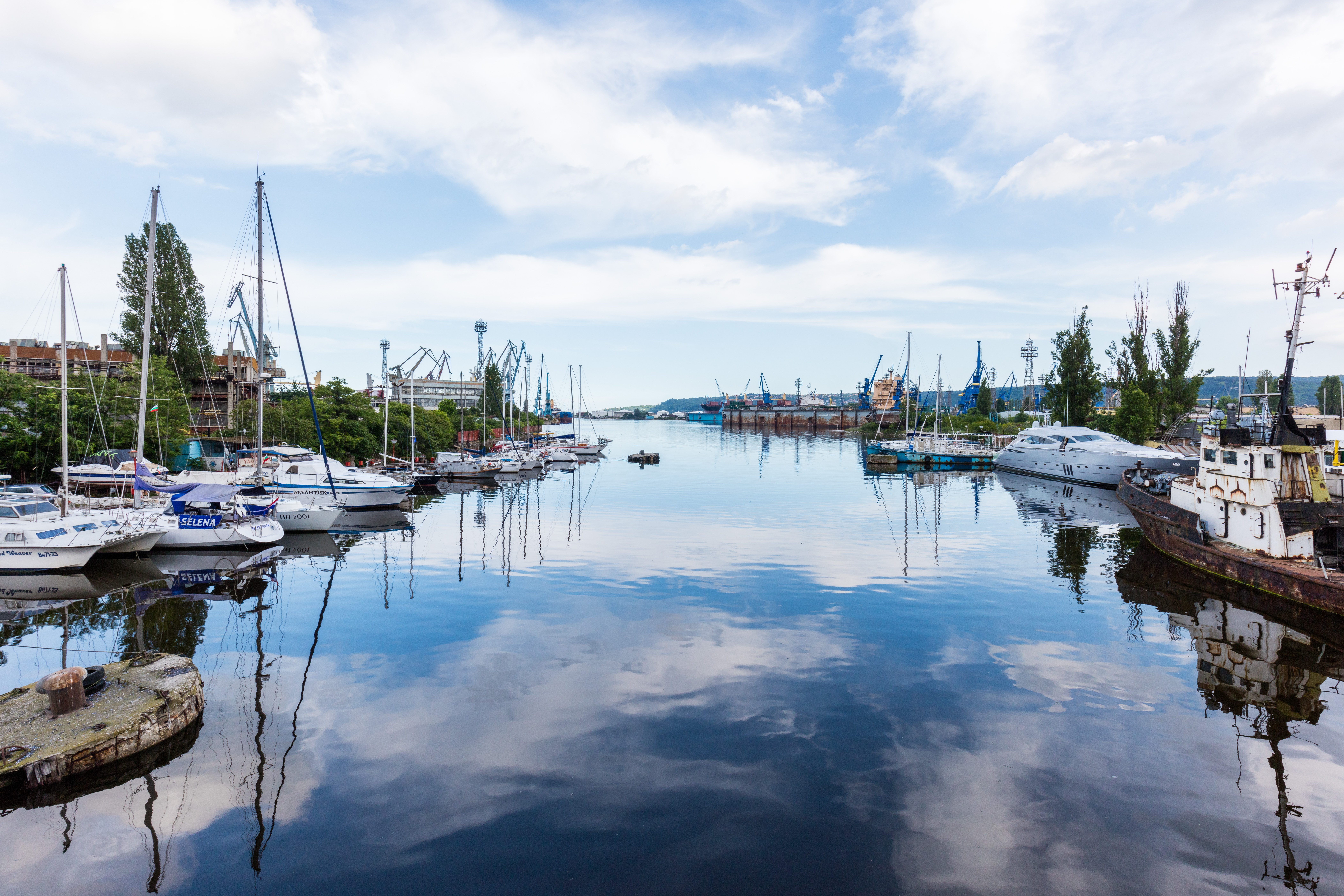
Port

## Jumelages
| Ville | Ville             | Pays | Pays        | Période                     |
| ----- | ----------------- | ---- | ----------- | --------------------------- |
|       | Aalborg           |      | Danemark    | depuis 1976                 |
|       | Amsterdam         |      | Pays-Bas    |                             |
|       | Aqaba             |      | Jordanie    |                             |
|       | Barcelone         |      | Espagne     |                             |
|       | Bayburt           |      | Turquie     |                             |
|       | Dordrecht         |      | Pays-Bas    |                             |
|       | Gênes             |      | Italie      |                             |
|       | Hambourg          |      | Allemagne   |                             |
|       | Kavála            |      | Grèce       |                             |
|       | Kharkiv           |      | Ukraine     | depuis le 25 août 1995      |
|       | Le Pirée          |      | Grèce       |                             |
|       | Liverpool         |      | Royaume-Uni |                             |
|       | Lyon              |      | France      |                             |
|       | Malmö             |      | Suède       | depuis 1987                 |
|       | Medellín          |      | Colombie    |                             |
|       | Memphis           |      | États-Unis  |                             |
|       | Miami             |      | États-Unis  |                             |
|       | Novorossiïsk      |      | Russie      | depuis le 18 juin 1997      |
|       | Novossibirsk      |      | Russie      |                             |
|       | Odessa            |      | Ukraine     | depuis 1992                 |
|       | Rostock           |      | Allemagne   | depuis 1966                 |
|       | Saint-Pétersbourg |      | Russie      |                             |
|       | Saranda           |      | Albanie     |                             |
|       | Shëngjin          |      | Albanie     |                             |
|       | Stavanger         |      | Norvège     |                             |
|       | Surabaya          |      | Indonésie   | depuis le 1er décembre 2010 |
|       | Szeged            |      | Hongrie     |                             |
|       | Tachkent          |      | Ouzbékistan |                             |
|       | Turku             |      | Finlande    |                             |
|       | Vysoké Mýto       |      | Tchéquie    |                             |
|       | Washington        |      | Royaume-Uni |                             |
|       | Wels              |      | Autriche    |                             |

## Personnalités nées à Varna

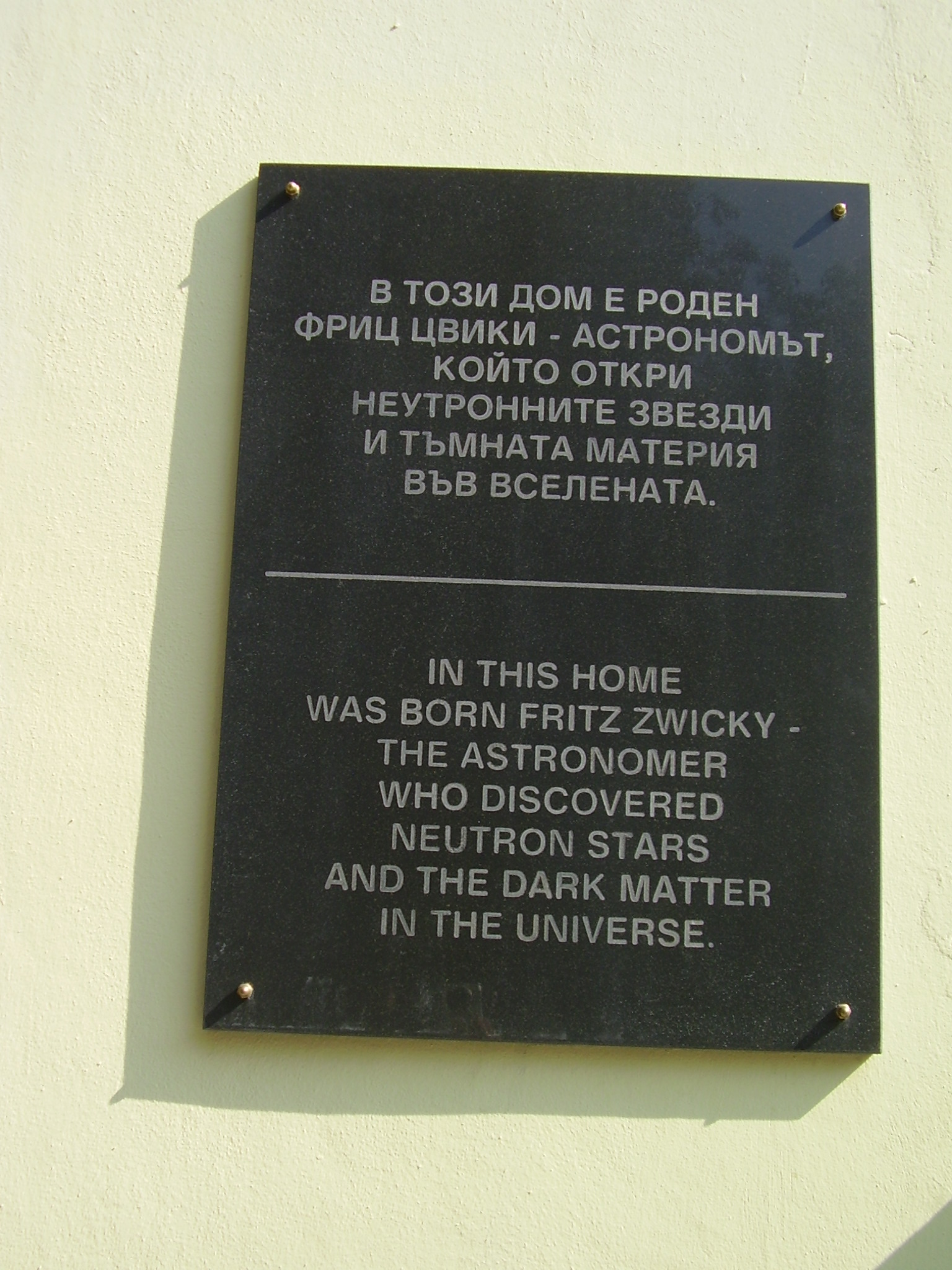
Plaque en bulgare et en anglais sur la maison natale de Fritz Zwicky à Varna.

•  Henry Djanik (1926-2008), acteur et acteur de doublage , né à Varna.
- Fritz Zwicky (1898-1974), astrophysicien américano-suisse, né à Varna.
- Shahin Sarkissian (1910-1966), metteur en scène et critique de théâtre.
- Ivailo Marinov (1960-), boxeur, champion olympique en 1988.